# 합스부르크가
합스부르크가(독일어: Haus Habsburg 발음 [haʊs ˈhaːpsbʊʁk] ( 듣기)), 또는 오스트리아 가문은 유럽의 왕실 가문들 중 가장 강력한 영향력을 발휘했던 가문 중 하나이다. 1438년부터 1806년까지 신성 로마 제국의 제위는 연달아 합스부르크 가문에서 나왔다. 특히 오스트리아의 황실을 거의 600년 동안 지배한 것으로 유명하다.
'합스부르크'라는 이름은 1020년대 즈음 스위스에 건설된 합스부르크성에서 유래한 것으로, 가문의 시조였던 클레트가우 백작 라드보트가 지은 것이다. 그의 손자인 오토 2세는 이 성의 이름을 가문명으로 사용하기 시작했는데, 이리하여 '합스부르크 백작'이라는 칭호가 새롭게 생겨났다. 1273년, 라드보트 백작의 7대손인 루돌프가 신성 로마 황제로 선출되면서 합스부르크 가문은 유럽사에서 두각을 드러내기 시작했다. 그뒤 합스부르크가는 1246년 바벤베르크가가 단절된 틈을 타서 오스트리아 일대에 영향력을 확보했으며, 1278년에는 보헤미아의 오타카르 2세에 맞서 마르히펠트 전투에서 승리를 거두면서 그 지역을 아예 영지로 삼았다. 이때 가문의 중심지 역시 빈으로 이전되었다.
합스부르크가는 1440년부터 시작하여 1740년에 가문의 직계 남성 혈통이 단절될 때까지 계속 신성로마제국의 왕좌를 차지했으며, 이후 합스부르크로트링겐가로 이어져 1806년에 제국이 해체될 때까지 명목상이지만 계속 역임했다. 또한 보헤미아, 헝가리, 크로아티아, 슬라보니아, 달마티아, 스페인, 포르투갈, 시칠리아, 롬바르디아-베네치아, 갈리치아-로도메리아의 왕뿐만 아니라, 신대륙에 건설된 광대한 식민지는 물론이고 저지대 국가와 이탈리아 반도 내의 여러 공국들, 신성로마제국 내의 수많은 주교후 및 봉신들의 군주였으며 19세기에는 오스트리아 황제와 오스트리아-헝가리 이중제국 그리고 멕시코의 황제를 겸했다. 다른 가문들과 달리 합스부르크 가문은 특이하게도 여러 분파가 있었는데, 가장 대표적인 것은 1556년 카를 5세 이후 나뉘어진 스페인 합스부르크이다. 이들은 독일-오스트리아에 걸쳐 있던 합스부르크 본가와는 서로 다른 영토를 통치했지만, 그럼에도 양측은 긴밀한 관계를 유지했고 심지어 결혼까지 하기도 했다.

## 이름
합스부르크라는 이름이 합스부르크성에서 유래했다는 것은 확실하지만, 정작 그 합스부르크성의 이름이 어디에서 유래했는지는 밝혀지지 않았다. 학자들 사이에서는 이것이 '하비츠부르크(Habichtsburg, 매의 성)'의 변형인 것인지, 아니면 얕은 여울이나 항구를 뜻하는 중세 고지 독일어 '합스(hab/hap)', 내지는 '하펜(Hafen)'에서 유래한 것인지를 두고 의견이 분분하다. 그들 스스로 이 이름을 처음 문서화한 것은 1108년으로 거슬러 올라간다.
하지만 '합스부르크'라는 이름 자체는 그들이 더 권위있는 칭호를 사용하는 경우가 많았기 때문에 잘 쓰이지는 못했다. 심지어 합스부르크가는 오랫동안 '오스트리아 왕가'로 알려져 있기도 했을 정도였다. 몇몇 이들은 자신의 출생지나 통치 지역을 이름 앞에 덧붙였으며, 겸임하는 작위의 지역에 따라 이름이 달라지기도 했다 가장 대표적인 예로 카를 5세는 젊은 시절에 '겐트의 카를'이라는 이름을 사용했으며, 이후 스페인 왕이 되었을 때는 '스페인의 카롤루스'로 알려졌다.
스페인에서는 욘이나 요한 요제프와 같은 사생아들을 포함하여 자신들의 가문을 '카사 데 아우스트리아 (스페인어: Casa de Austria)'라고 불렀다.
마리아 테레지아가 로트링겐 공작 프란츠 슈테판과 결혼한 이후, 오스트리아 본가에 대해서 '합스부르크'라는 개념은 그들의 왕조가 단절되지 않고 계속 이어지고 있음을 보여주는 데 상징적으로 사용되었다. 왕위 계승권자가 아닌 인물들에게는 '합스부르크 백작'이라는 개인 칭호가 따로 주어지기도 했다.
오토 폰 합스부르크, 카를 폰 합스부르크와 같이 오늘날의 합스부르크가 구성원들은 '폰 합스부르크'라는 성을 사용하며 완전히 합스부르크로트링겐가로 간주된다.
영어권에서는 때때로 햅스부르크 (Hapsburg)'라고 표기되기도 한다.

## 역사

### 스위스의 합스부르크 백작

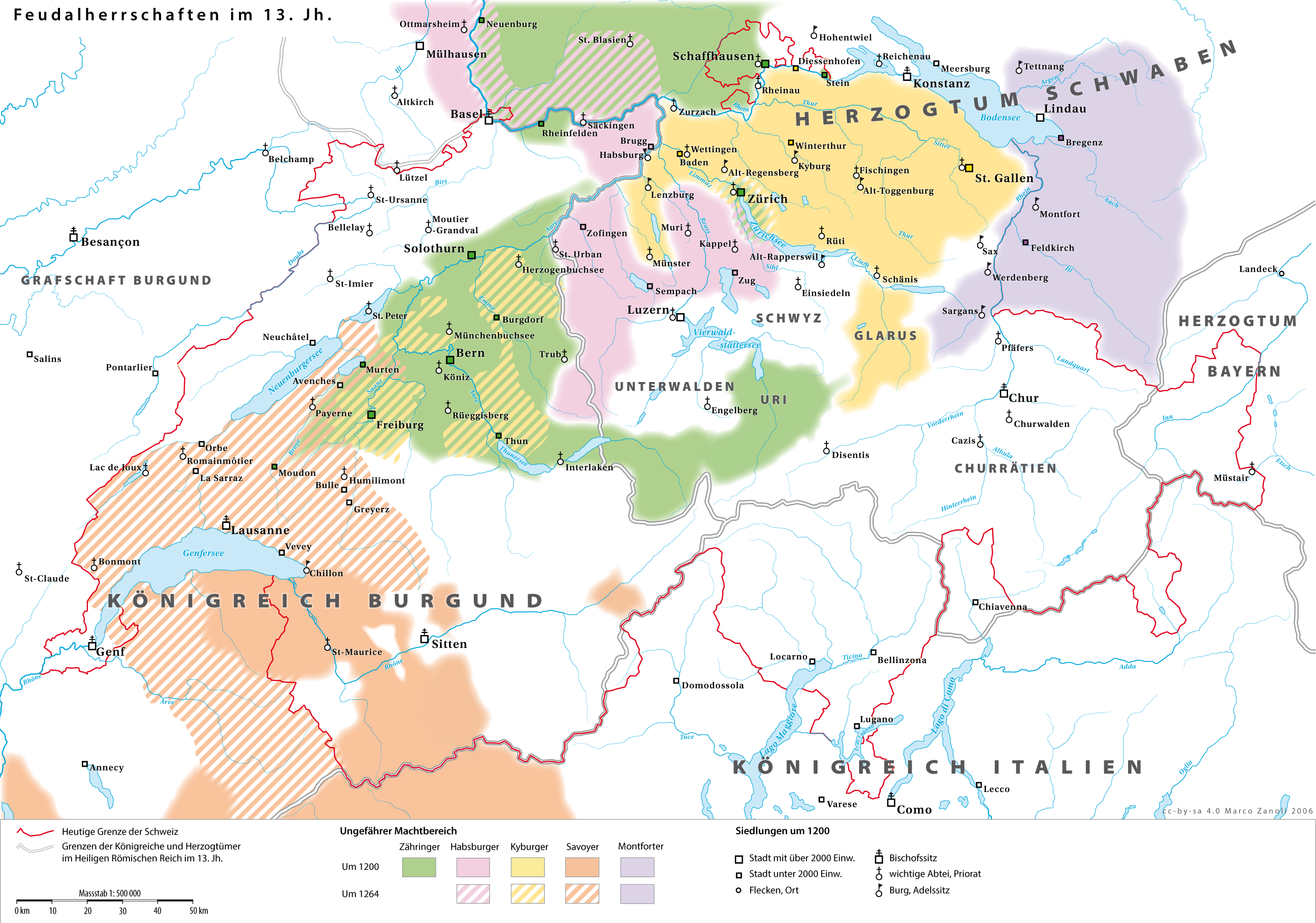
1200년대 즈음 스위스 지역의 세력 분포도
합스부르크
사보이아
체링겐
키부르크

합스부르크 가문의 시조는 10세기에 살았던 브라이스가우의 백작 '부유한' 군트람이었는데, 그의 조상을 거슬러 올라가보면 7세기 후반 프랑크 왕국의 아우스트라시아에서 권세를 떨친 에티호넨가의 알자스 공작 아달리크가 등장한다. 이후 군트람의 손자 클레트가우의 라드보트가 1020년경 스위스 아르가우 지방에 기반을 잡고 합스부르크성을 건설했다. 이 성은 11세기부터 13세기까지 대부분의 기간 동안 합스부르크 가문의 근거지가 되었다. 하지만 이때까지만 해도 합스부르크 가문은 여러 세력이 난립하던 스위스 지역의 군소 가문 중 하나에 불과했다.
12세기에, 합스부르크 가문은 호엔슈타우펜조 신성 로마 황제들과 인연을 맺으면서 지속적으로 황실과 황제의 군사 원정에 참여했는데, 심지어 합스부르크 백작 베르너 2세는 '붉은 수염' 프리드리히 1세의 이탈리아 원정에 참여했다가 사망했을 정도였다. 그러나 호엔슈타우펜 황제들이 여러 왕조들을 멸망시키는 과정에서 많은 영토가 합스부르크 가문에 하사되었기 때문에, 결과적으로 이것은 가문에 큰 도움이 되었다. 1198년 합스부르크 백작 루돌프 2세는 교황파와 황제파의 싸움에서 후자를 지지했을뿐만 아니라, 1211년에는 호엔슈타우펜 황제 프리드리히 2세의 왕위 계승 전쟁에서 그에게 자금을 지원했다. 합스부르크 가문에게 도움을 받은 프리드리히 2세는 그에 대한 대가로써 당시 새로 태어난 루돌프의 대부가 되어주었다.
그뒤 합스부르크 가문은 중매결혼 전략을 통해 취리히가우, 아르가우, 투르가우를 차례대로 백작령에 편입시킴으로써 일대에서의 영향력을 확대해 나갔고, 13세기에는 상알자스와 슈바벤 지역의 가문들을 상대로도 결혼 전략을 펼쳤으며, 종교적으로는 교회의 위계질서에서 꽤나 높은 지위를 차지함으로써 입지를 공고히 했다. 이때 합스부르크 가문에게는 키부르크가와 같은 잠재적 경쟁자들이 대가 끊기면서 그 영토를 상속받는 행운도 따라주었다.

### 시골의 백작 가문에서 제국의 황실로

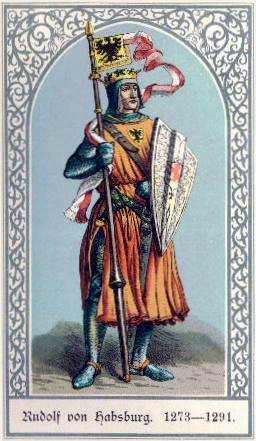
합스부르크 가문에서 최초로 신성로마황제가 된 루돌프 1세(재위: 1273~1291)의 초상화.

13세기 후반, 합스부르크 백작 루돌프는 보주산맥과 보덴호 사이의 지역에서 가장 영향력 있는 영주가 되었다. 때마침 신성 로마 제국에는 '대공위시대(독일어: Interregnum)'가 찾아오면서 정치적 혼란이 계속되고 있었다. 교황과 유력 제후들은 당시 강력한 위세를 떨치던 보헤미아의 오타카르 2세를 제외하고 독일 내에서 새로운 황제를 선출하고자 했으나, 이를 위해 모인 이들은 스스로 황제 후보로 나서지 않으면서도 다른 유력 가문이 제위를 차지하는 것을 견제하려 했다. 그 결과 선거의 분위기는 힘의 균형을 위해 일부러 한미한 가문 출신의 인물을 황제로 선출하는 쪽으로 분위기가 기울기 시작했고 마침내 합스부르크 가문이 유력한 후보로 떠올랐다. 1273년 10월 1일, 루돌프는 제후들과의 타협을 통해 신성 로마 황제로 선출되어 독일왕 루돌프 1세를 칭했다. 그런 다음 그는 자신의 최대 정적이었던 오타카르 2세에 대항하는 연합군을 이끌었으며 대가 끊긴 바벤베르크가(오스트리아, 슈타이어마르크, 사빈자) 및 스판하임가(케른텐, 크라인)의 영토를 인수했다. 1278년에 루돌프 1세와 그의 동맹들은 마르히펠트 전투에서 오타카르 2세를 전사시켰고, 그가 확장한 영토들은 모두 독일 황실로 반환되었다. 이후 루돌프는 1286년 게오르겐베르크 조약으로 합스부르크 가문의 오스트리아와 슈타이어마르크 통치를 확정지었고, 자신의 동맹이었던 괴르츠 가문에게는 케른텐, 크라인, 사빈자 남부 지역을 할양해 주었다.
루돌프 1세가 1291년에 사망한 이후 그 아들 알브레히트 1세가 제위를 세습하면서 합스부르크 가문이 제국의 패권을 잡는 듯 보였으나, 그가 조카 요한 파리키다에게 암살당하면서 물거품이 되었다. 그 대신 합스부르크 가문은 오스트리아 공국을 중심으로 그 인근에서의 기반을 더욱 단단히 다져갔는데, 특히 14세기 초에는 보헤미아 왕국에까지도 손을 뻗쳤다. 당시 보헤미아 왕국은 1306년에 바츨라프 3세가 후사 없이 사망하면서 기존의 프르셰미슬 왕조가 완전히 단절된 상태였다. 결국 합스부르크 가문은 가문의 일원인 루돌프를 보헤미아 왕으로 세우는 데 성공했다(1년 간). 하지만 1307년 이후 보헤미아 왕가를 차지하려는 합스부르크 가문의 시도는 인드르지흐 코루탄스키 (보헤미아의 헨리크)와 룩셈부르크가에게 계속 좌절되었고, 30년 전쟁 이후인 1626년이 되서야 세습 체제로 전환된 보헤미아 왕권을 확보할 수 있었다.
또한 합스부르크 가문은 남쪽으로도 눈을 돌려 1311년에 사빈자를, 1355년 헨리크가 사망한 이후에는 크라인과 케른텐을, 1369년 헨리크의 딸 마르가레테가 사망하면서 티롤을 얻었다. 또한 1374년 괴르츠의 알브레히트 3세가 사망하면서 이스트리아 중부의 파진을 차지했으며, 1382년에는 더 남쪽의 트리에스테에 거점을 마련했다. 한편 아르가우와 합스부르크성을 포함하여 스위스 지역에 있던 합스부르크 가문의 원래 고향은 모르가르텐 전투(1315년)와 젬파흐 전투(1386년) 이후 확장 중이던 스위스 연방에게 상실해버렸다. 따라서 합스부르크 가문의 본거지는 이때부터 완전히 오스트리아가 되었다.

### 권토중래

합스부르크 가문 치하의 오스트리아 대공국 지도.
- 린츠를 중심으로 하는 상오스트리아(Oberösterreich)와 빈을 중심으로 하는 하오스트리아(Niederösterreich)로 구성된 오스트리아 공국;
- 그라츠를 중심으로 하는 내오스트리아(Innerösterreich), 슈타이어마르크, 케른텐, 크라인 공작령;
- 오스트리아 연안 지대;
- 순드가우와 알자스 남부의 벨포르, 라인강 동쪽에 인접한 브라이스가우, 티롤 등을 포함한 외오스트리아(Vorderösterreich);
- 오스트리아 공국 사이의 지역에는 잘츠부르크 선제후국이 있었다.

합스부르크 가문은 독특한 전략인 결혼 동맹을 통해 점진적으로 세력을 늘려가기 시작했다. 유럽의 다른 여러 가문들도 결혼 동맹을 세력 강화의 기본 전략으로 활용했지만, 합스부르크는 특히나 결혼을 전략적으로 더욱 잘 활용했다. 괴르츠 가문에게 할양해 주었던 케른텐 공국과 크라인 공국이 1335년 합스부르크의 직할령으로 반환되면서 기존의 합스부르크 가문의 오스트리아, 슈타이어마르크 공국에 슬로베니아 지역의 영토가 추가되었으며, 1363년에는 티롤까지 획득함으로써 현대 오스트리아 영토의 근간이 완성되었다. 이로써 오스트리아와 스위스를 비롯한 독일 남동부 일대가 합스부르크 가문의 기반으로 자리잡았고, 합스부르크 가문은 신성 로마 제국에서도 막강한 제후 세력으로 떠오르게 되었다.
1379년 9월 25일, 당시 오스트리아 공작이었던 루돌프 4세의 형제 알브레히트 3세와 레오폴트 3세는 앞서 가문의 영토를 온전하게 보전하려는 수차례의 노력이 있었음에도 이를 무시하고 노이베르크 조약을 체결하여 합스부르크 영토를 알브레히트계와 레오폴트계로 나누어 가졌다. 이로써 전자는 오스트리아 공작령(상오스트리아와 하오스트리아 대부분), 후자는 슈타이어마르크, 케른텐, 크라인으로 구성된 내오스트리아를 통치했다. 한편 이렇게 분할이 이루어진 뒤에는 티롤과 알자스, 슈바벤에 있던 외오스트리아 영토가 남게 되었다. 이후 약 1세기 동안 세력을 나눠 상속받은 합스부르크 가문의 통치자들은 서로 협력하고 단결하기보다는 반목하고 갈등하기를 택했다.
1437년, 지기스문트 황제의 딸 룩셈부르크의 엘리자베트와 결혼한 알브레히트계의 알브레히트 5세가 보헤미아와 헝가리의 통치자가 되면서 가문의 정치적인 지평을 새롭게 열었다. 이듬해 알브레히트는 지기스문트가 후사 없이 사망하자 '알브레히트 2세'라는 이름으로 신성 로마 황제로 즉위했다. 하지만 1439년 오스만 제국과의 전투에서 그가 전사하고 1457년 알브레히트 2세의 아들 라디슬라우스 포스투무스 (라슬로 5세)가 사망하며 알브레히트계가 단절되자 합스부르크 가문은 수십 년 동안 보헤미아 및 헝가리를 다시 한 번 상실했다. 그러나 1456년 셀제가와 1466/1483년 월시-엔스가가 단절됨에 따라 그들은 상당한 영토를 가문령으로 편입시킬 수 있었으며 이로써 합스부르크 가문은 보헤미아 국경에서 아드리아해 연안까지 이어지는 영역을 차지했다.
한편 1406년 레오폴트의 장남 빌헬름이 사망한 이후, 레오폴트계는 '철인' 에른스트가 통치하는 내오스트리아 영토와 '빈 주머니' 프리드리히가 통치하는 티롤/외오스트리아로 나뉘어져 더 분할되어 있었는데, 그중 에른스트의 아들 프리드리히가 1440년 알브레히트 2세의 뒤를 이어 프리드리히 3세라는 이름과 함께 신성 로마 황제로 선출되었다. 1452년 3월 19일에 교황 니콜라오 5세는 로마에서 성대한 의식과 함께 프리드리히 3세를 신성 로마 황제로 공식 인정해주었다.
로마에 머무르는 동안, 프리드리히 3세는 포르투갈의 엘레오노레와 결혼함으로써 서유럽 및 남유럽의 국가들과 관계를 새롭게 맺을 수 있었다. 엘레오노레는 프리드리히의 자녀 양육과 이후의 교육에 큰 영향을 미쳐 합스부르크 가문이 유럽에서 두각을 드러내는 데 일조했다. 알브레히트 2세와 프리드리히 3세의 즉위 이후부터 합스부르크 가문은 1806년 신성 로마 제국이 멸망할 때까지 그 제위를 유지했다.

#### 아치듀크

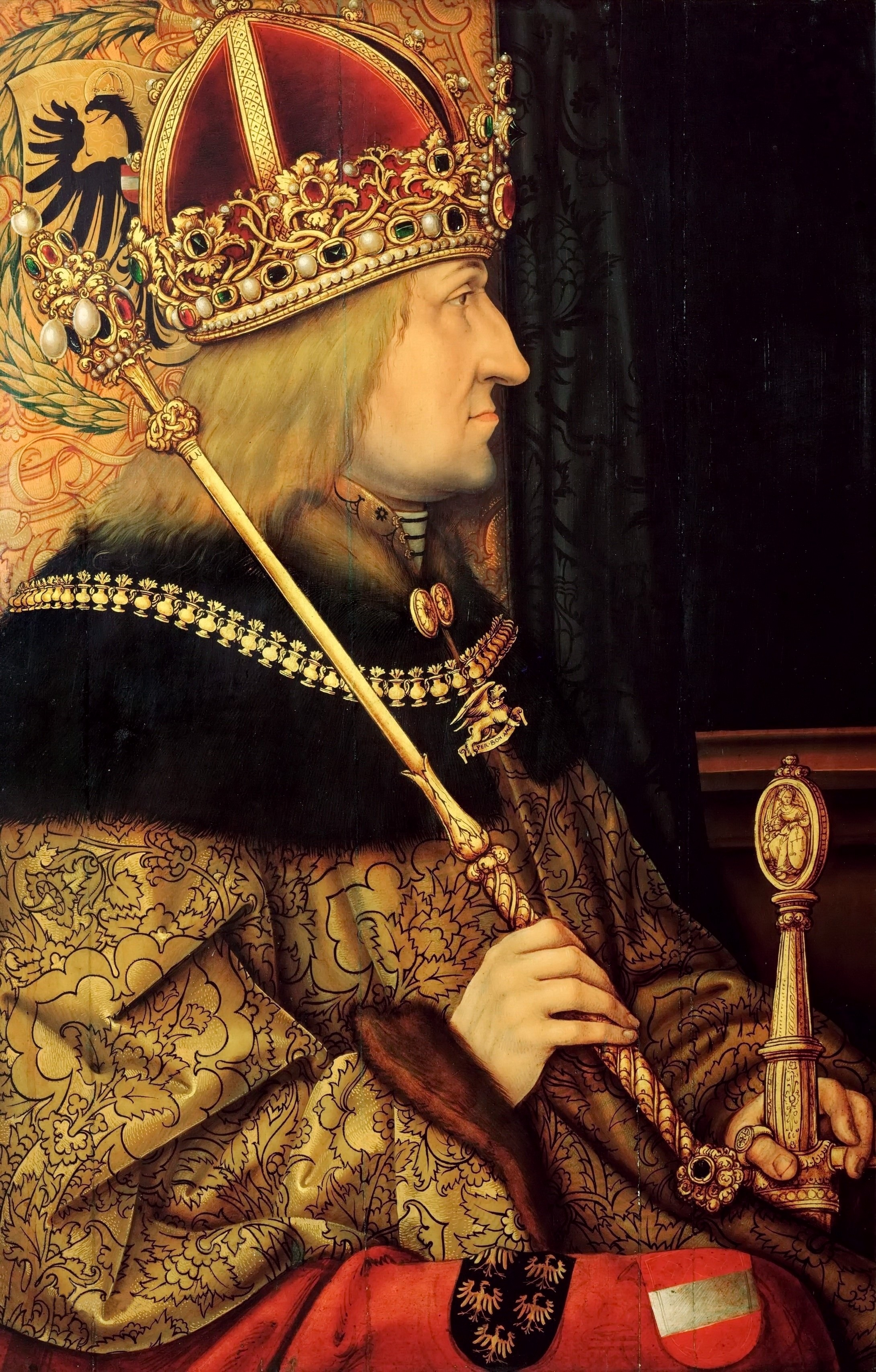
프리드리히 3세의 초상화

신성로마황제 카를 4세가 1356년 공표한 금인칙서에 의거하여 황제 선거권이 선제후들에게로 넘어가게 되었지만, 오스트리아 공작 루돌프 4세는 '프리빌레기움 마이우스 (대자유서한)'을 통해 합스부르크 가문을 선제후들과 동일한 위치에 놓음으로써 가문의 위상을 더욱 높혔다.
'철인' 에른스트와 그의 후손들은 '아치듀크(Archduke)', 즉 대공이라는 칭호를 받았다. 이것은 1453년 오스트리아의 통치자인 프리드리히 3세가 공식적으로 인정한 것이기도 했다. 다만 그는 1493년 사망할 때까지 대공이 아닌 '오스트리아 공작'이라는 칭호만을 사용했다. 1477년 프리드리히 3세는 외오스트리아의 통치자이자 자신의 사촌 지기스문트에게 대공 작위를 수여했다. 프리드리히의 아들이자 그의 후계자인 막시밀리안 1세는 1482년 아내 마리 드 부르고뉴 여공작이 사망하고 나서부터야 이 칭호를 사용하기 시작한 것으로 보이는데, 그 증거로 막시밀리안과 마리가 저지대 국가의 통치자로서 공동으로 발행한 문서에는 대공 칭호가 등장하지 않고, 그녀 사후 막시밀리안과 그의 아들 필리프의 통치 아래 발행된 문서에서 처음 등장하기 때문이다.
대공 칭호는 처음에 합스부르크 가문의 모든 영토를 통치한 군주들에게 주어졌지만, 모든 영토는 오스트리아 왕실에 귀속되었기 때문에 장남이 아닌 이들은 독립적인 세습 통치자가 되지 못했다. 때때로 일부 영토들은 대공이지만 장남이 아닌 인물들이 통치하는 독자적인 총독 직위와 결합되기도 했다. 16세기부터 대공과 그 여성형인 '여대공(archduchess)'는 합스부르크 왕가의 모든 구성원들이 사용하기 시작했다.

### 전성기
신성 로마 제국의 황제로서, 프리드리히 3세는 가문의 주도적인 역할을 맡았고 여러 내부 갈등을 해결했으며, 비록 대공 칭호를 자주 사용하지는 않았지만 대자유서한에 따른 특권만은 적극적으로 행사했다. 이후 알브레히트계 합스부르크와 티롤 분파가 잇달아 단절되면서 합스부르크 가문은 통합성을 어느정도 회복하고 많은 영토를 온전히 보존할 수 있었다. 프리드리히 3세의 목표는 오스트리아를 라인강에서 무어강과 라이타강에 이르는 통일 국가로 만드는 것이었다.
대외적으로, 프리드리히 3세의 주요 업적 중 하나는 노이스 공성전을 통해 '용담공' 샤를에게 자신의 아들 막시밀리안과 그의 딸 마리 드 부르고뉴와 결혼시키도록 강요한 것이다. 이를 계기로 합스부르크 가문은 부르고뉴령 네덜란드에 대한 통치권을 얻어냈다. 1482년 마리가 요절한 이후 막시밀리안은 그녀와의 자녀 중 한 명인 필리프를 위해 부르고뉴의 유산을 완전히 차지하려 애썼다. 프랑스의 샤를 8세는 군사적, 외교적인 수단을 모두 총동원하여 이를 저지하려 들었지만, 1493년 상리스 조약으로 인해 부르고뉴를 제외한 모든 분쟁 지역은 합스부르크 가문에게로 넘어갔다.
1493년 프리드리히 3세가 사망한 이후, 합스부르크 가문의 수장 자리를 계승받은 그의 아들 막시밀리안 1세(재위: 1483~1519)는 처음에는 베네치아와 밀라노를 점령하기 위해 이탈리아 반도를 침공한 프랑스 왕국 때문에 로마로 가는 것이 불가능하여 신성 로마 황제가 아닌 독일왕만을 칭했다. 또한 교황령에 적군이 주둔하고 있어 그가 오는 것을 거부하는 교황으로부터의 언급도 있었다. 1508년 막시밀리안 1세는 스스로를 '선택된 황제(독일어: Erwählter Römischer Kaiser)'라고 칭했고 교황 율리오 2세도 이를 승인했다. 이로 인해 신성 로마 황제는 교황의 동의 없이도 즉위할 수 있도록 바뀌었다.
합스부르크 가문이 유럽을 장악하는 기틀을 닦았다고 평가받는 인물인 막시밀리안 1세는 무엇보다도 결혼 동맹에 큰 관심을 기울인 합스부르크 군주였다. 그는 적극적인 결혼 정책을 펼쳐 저지대를 보유하게 된 부르고뉴 공국의 발루아부르고뉴가, 레콩키스타를 완수하고 이베리아 반도를 장악한 스페인 연합왕국의 트라스타마라가, 그리고 동유럽의 헝가리 왕국과 그 동군연합인 크로아티아 왕국, 슐레지엔 및 보헤미아 왕국 등 막대한 영토를 보유한 야기우에워가와의 혼인을 차례로 성사시켰다.

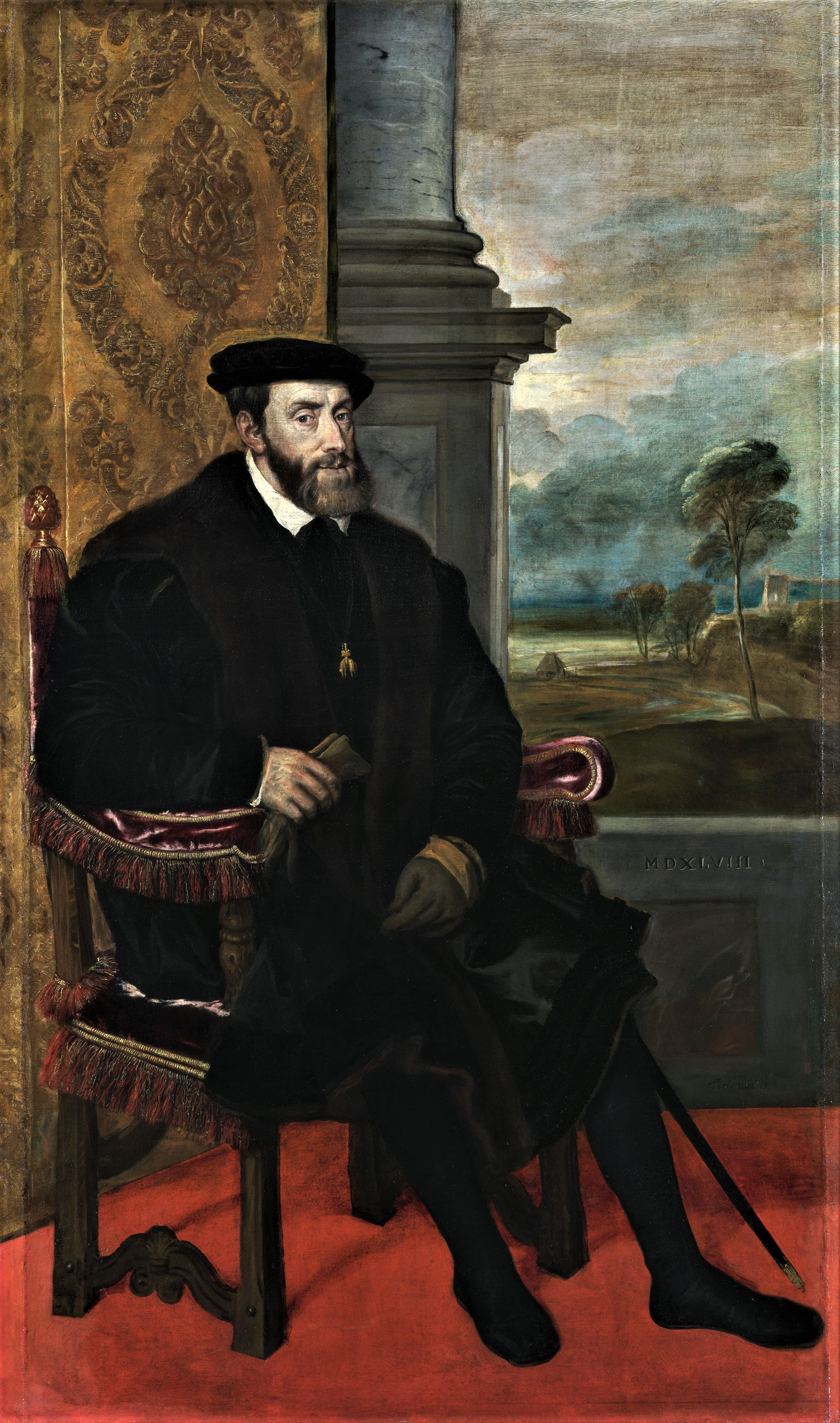
카를 5세의 초상화

이후 막시밀리안 1세의 손자이자 스페인 가톨릭 부부왕의 손자였던 카를 5세(1519~1558)는 부모와 조상의 후광, 특히 조부인 막시밀리안 1세의 노력 덕분에 막대한 영토를 통치하게 되었다. 이 시대의 합스부르크 가문은 영토 상으로 화려한 전성기를 맞았다. 이때 합스부르크 가문은 대서양 무역을 장악하며 신대륙에 광대한 식민지를 건설하기 시작한 스페인 제국과 중부 유럽의 강대국인 신성로마제국, 그리고 부유한 저지대 및 오스트리아 대공국, 보헤미아 왕국, 헝가리 왕국을 비롯한 수많은 국가들을 통치하면서 유럽 대륙에서의 패권을 쥐었다.
다만 합스부르크의 패권을 새로 위협하기 시작한 두 개의 변수가 있었는데, 바로 종교 개혁과 오스만 제국이었다. 카를 5세는 통치 기간의 대부분을 바쳐 합스부르크 가문이 통치하는 광활한 지역 대부분에서 프로테스탄트를 근절하는 데에는 성공했다.
그러나 북독일의 프로테스탄트 세력을 짓밟기 위해 일으킨 슈말칼덴 전쟁에서 스페인군을 독일로 데려온 것은 그의 정치적인 패착이 되었다. 독일인이 주류인 신성 로마 제국의 일에, 동군연합이라는 합스부르크 가문의 사적인 혈연으로 연결되어 있다지만 결국은 타국인 스페인의 군대를 개입시킴으로써 독일어권 세력들 간의 연대의식을 방해했음은 물론이고, 이전까지 이어져 내려왔던 불문율을 어겼기 때문이었다. 그 순간부터 독일의 제후들은 종교와는 별개로 카를 5세에게 깊은 불신을 가졌다. 이로써 합스부르크 가문은 스페인과 오스트리아로 분열되었으며 결과적으로 마르틴 루터에 의해 촉발된 종교 개혁은 신성 로마 제국의 영방국가화를 가속화시켰다. 설상가상으로 전성기를 맞은 쉴레이만 1세 치하의 오스만 제국이 1526년 헝가리 왕국을 무너뜨리고 동쪽 국경을 공격했다. 결국 신성로마제국에서의 내전과 1529년의 빈 공방전으로 말미암아 합스부르크 가문은 광대한 영토 전면에 걸쳐 전선을 확장시켜야 했다.

### 스페인과 오스트리아로의 분열

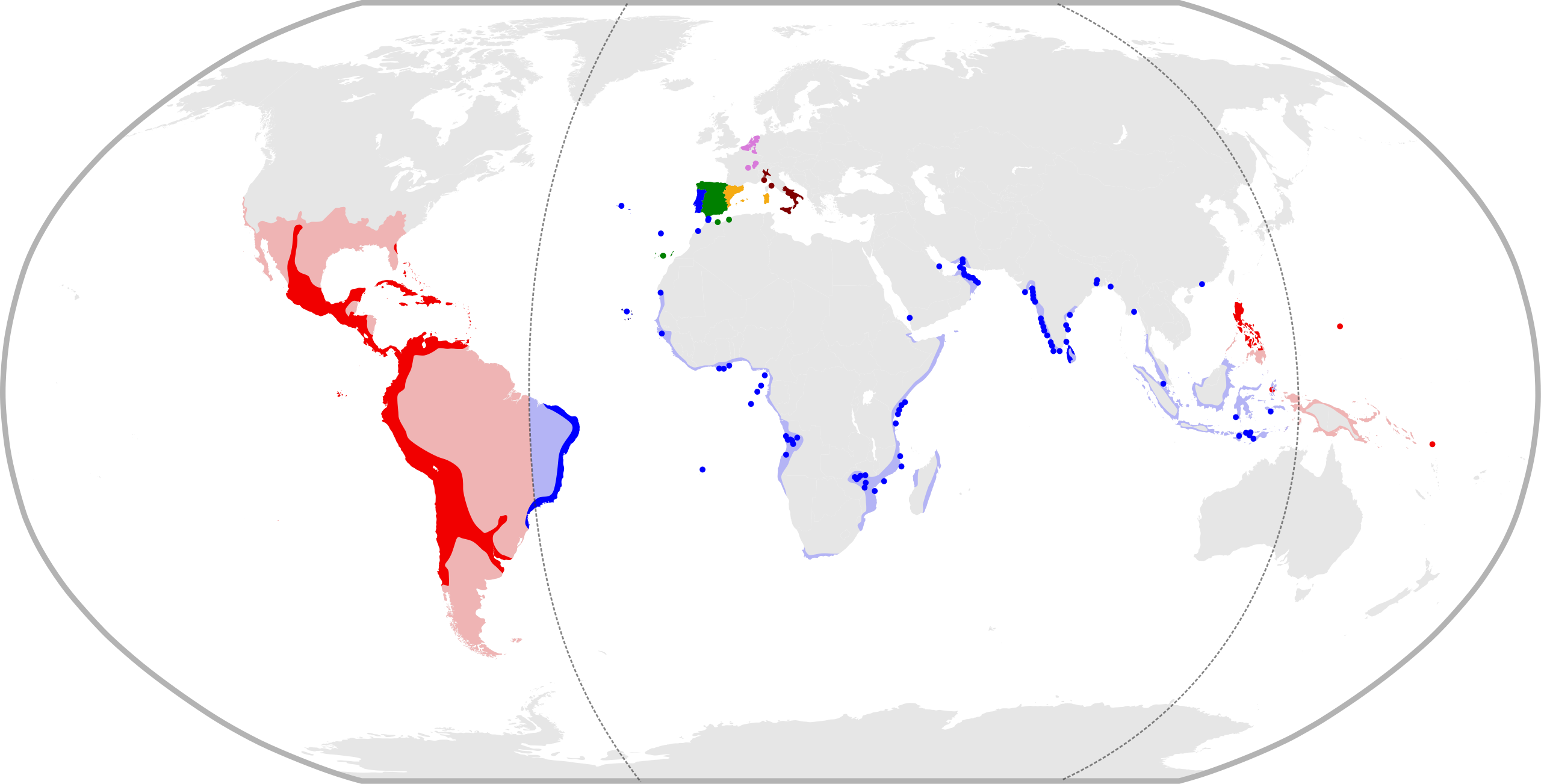
스페인과 포르투갈의 군주를 겸한 펠리페 2세 치하의 이베리아 연합

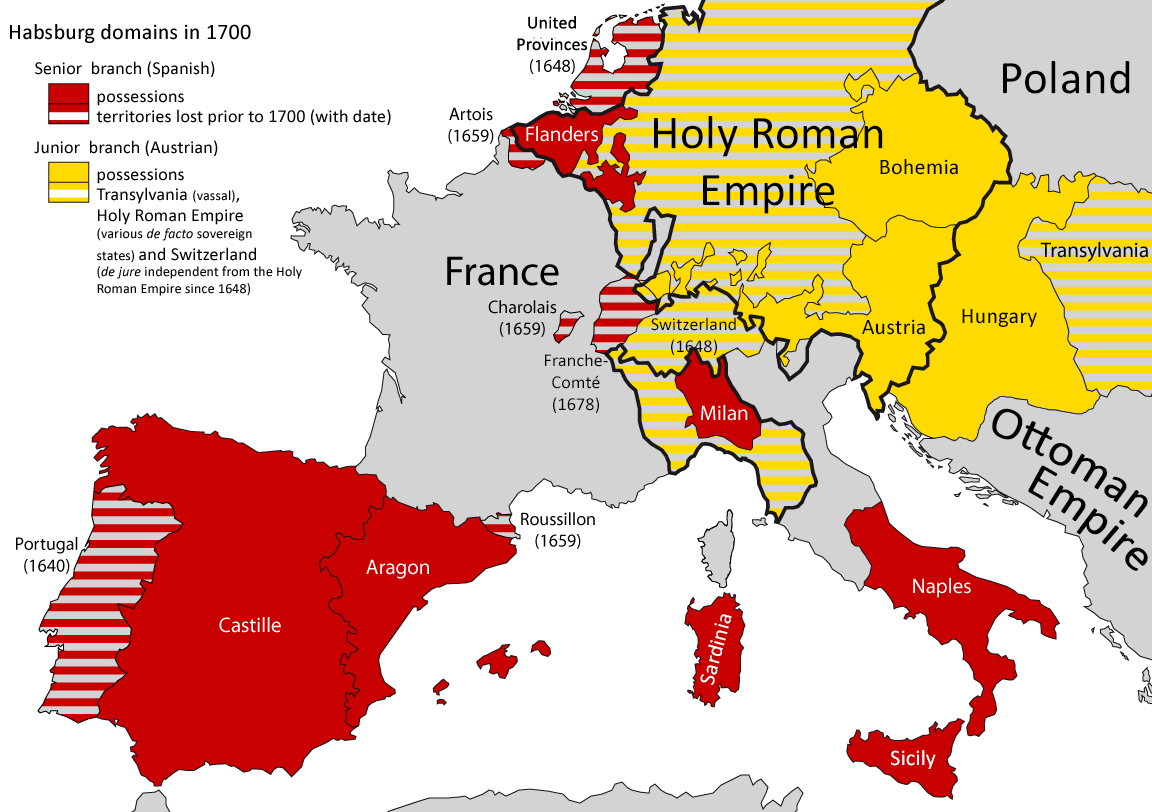
1700년대 당시 오스트리아 합스부르크와 스페인 합스부르크의 영토. 빗금이 쳐져 있는 부분은 합스부르크 가문의 속령이거나 영향권 아래 있는 지역이다.

카를 5세는 생전에 아들 펠리페 2세에게 자신이 가진 모든 영토를 물려주고자 했으나, 여태껏 카를 대신에 독일왕의 대리자로서 신성로마제국을 통치해 온 동생 페르디난트 1세 및 그에게 불만을 가지고 있던 독일 제후들은 이에 반대를 표했다. 때문에 1556년 카를 5세가 자진 퇴위한 이후 합스부르크 가문은 페르디난트 1세가 통치하는 오스트리아 합스부르크와 펠리페 2세가 통치하는 스페인 합스부르크으로 나뉘어졌다.
신성 로마 제국 제위를 물려받은 페르디난트 1세는 그의 형과 마찬가지로 조부 막시밀리안 1세가 추진했던 결혼 덕분에 보헤미아, 헝가리, 크로아티아 등의 영토를 획득하게 되었다. 이 때문에 페르디난트 1세 이후 오스트리아 합스부르크는 중부유럽의 패자로 거듭났다. 한편 펠리페 2세 역시 스페인과 포르투갈, 신대륙의 식민지를 포함하여 광대한 영토를 통치했다. 그러나 그의 치세에 스페인 합스부르크 왕조에 귀속되었던 저지대 지역의 17개 주 가운데 북부 7주가 스페인의 가톨릭 강압 정책으로 인해 네덜란드라는 이름으로 1648년 완전히 독립해 나갔다. 다만 스페인령 네덜란드에 남은 오늘날의 벨기에와 룩셈부르크는 스페인 왕위 계승 전쟁으로 오스트리아 합스부르크 왕조에 귀속되어 약 1세기 동안 오스트리아령 네덜란드로 남았다.
비록 가문이 두 개로 분열되었다고는 하지만, 페르디난트 1세와 펠리페 2세 생전부터 오스트리아와 스페인은 긴밀한 관계를 유지했으며 이것은 그들 사후에도 그러했다. 1617년 7월에 체결된 오냐테 비밀 조약에 따라 스페인과 오스트리아의 합스부르크 가문은 양측 간의 의견 차이를 해소함으로써 마침내 더욱 긴밀하게 되었다.

### 쇠퇴

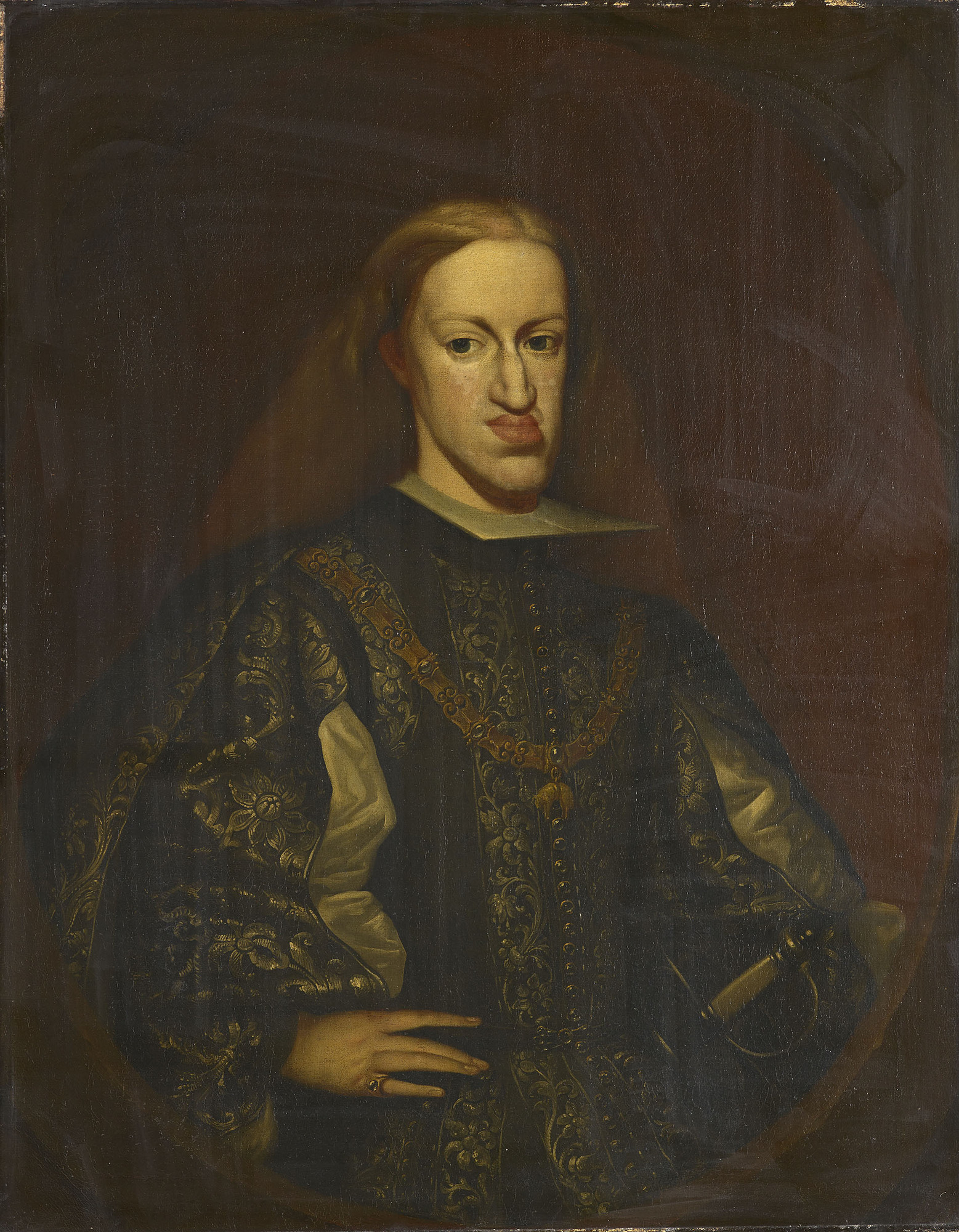
스페인 합스부르크의 마지막 군주인 카를로스 2세의 초상화. 그는 가문의 근친혼으로 인한 폐단의 결정체로서 대부분의 유전병(주걱턱, 뇌하수체 호르몬 결핍, 요세관성 산증 등)을 가지고 있었다.

합스부르크 가문은 잦은 근친혼으로 순수 혈통을 보전시켜 그들의 영토를 유지하려 했는데, 결과적으로 이는 가문에 큰 해를 미치게 되었다. 근친혼으로 인해 이후의 합스부르크 가문원들은 뇌전증, 언어 장애, 정신 지체증 등의 이상 증상에 시달렸으며 유아~영아 사망률 역시 매우 높아졌다. 산티아고 데 콤포스텔라 대학이 16세대에 걸쳐 대략 3,000명의 합스부르크 가문원들을 대상으로 시작한 연구 결과, 근친혼이 합스부르크 가문의 정상적인 남성 인원 절멸에 큰 영향을 미쳤다고 분석되었다. 일명 '합스부르크 턱(영어: Habsburg Jaws)'로도 알려져있는 특징적인 주걱턱(하악전돌증)이라던가 혹이 달린 끝부분이 있는 커다란 코, 뒤집힌 아랫입술 등의 안면장애 역시 나타났다. 2019년의 연구에 따르면 합스부르크 가문의 하악골 돌출 정도는 근친혼 정도와 통계적으로 유의미한 상관관계가 있는 것으로 나타났다. 다른 과학 연구들은 합스부르크 가문의 다산과 혈연, 그리고 근친혼 사이의 관계에 의문을 제기하기도 한다.
결국 그들의 유전자풀이 너무 작아져서, 스페인 합스부르크의 마지막 군주였던 카를로스 2세는 형제 자매 사이에서 태어난 아이들과 비슷한 게놈을 가지고 있었으며 여러 유전병으로 고통받았다.
마침내 1700년대 카를로스 2세가 사망하고 스페인 합스부르크가가 단절되면서 스페인 왕위 계승 전쟁(1701년~1714년)이 발발했다. 13년에 걸친 기나긴 전쟁 끝에 스페인의 왕위는 프랑스 왕국의 부르봉가로 넘어갔고, 오스트리아 합스부르크는 과거 한때 스페인령이었던 밀라노 공국과 나폴리 왕국, 시칠리아 왕국 등의 이탈리아 영토와 스페인령 네덜란드를 획득했다.

### 중흥

합스부르크 가문 영토의 변천 과정

합스부르크 가문의 중흥은 18세기에 찾아왔다. 레오폴트 1세의 헝가리-크로아티아 귀족 탄압으로 인해 합스부르크 가문 지배에 반감을 품었던 퇴쾨이 임레가 상헝가리(오늘날 슬로바키아)에서 반란을 일으켰고, 그의 요청으로 오스만 제국군이 대규모로 침공해오면서 제2차 빈 공방전이 벌어졌으나 레오폴트 1세는 독일의 영방 제후들과 폴란드-리투아니아를 우군으로 끌어들여 빈을 성공적으로 방어해 낸 후 퇴각하는 오스만 제국군을 곧장 추격하여 대튀르크 전쟁을 일으켰다. 사부아 공자 외젠의 맹활약으로 카를로비츠 조약을 통해 오스만 헝가리와 트란실바니아를 탈환했고 이후 파사로비츠 조약으로 동유럽을 잠식해 들어갔다. 대튀르크 전쟁으로 자신감을 얻은 합스부르크 제국은 이후에도 19세기까지 오스만 제국과의 여러 차례에 걸친 전쟁을 통해 동유럽에 영향력을 행사했으며 제2차 빈 공방전에서 도움을 준 폴란드-리투아니아를 프로이센, 러시아와 3차례에 걸쳐 분할했고, 대튀르크 전쟁의 후속전으로 치러진 제6차 오스트리아-튀르크 전쟁(1716년 ~ 1718년)에서도 오스만 제국에 재차 승리를 거두어 세르비아와 보스니아 북부 등을 획득했다.

1789년 당시 합스부르크 군주국의 영토

합스부르크 가문은 이렇게 18세기 전반기에 다시 중흥을 맞이하게 되었지만, 예기치 못한 부분에서 위기가 찾아왔다. 상기된 두 전쟁을 승리로 이끌었던 카를 6세가 아들을 낳지 못하여 가문이 단절될 위기에 처했던 것이었다. 카를 6세는 살리카법에 위배됨에도 불구하고 딸인 마리아 테레지아에게 합스부르크 가문을 물려주기 위해 국사조칙을 공표했다. 그러나 본디 계승 서열에서 마리아 테레지아보다 우위에 있었던 형 요제프 1세의 딸들과 사위들의 존재 때문에 카를 6세는 주변국에게 많은 이권을 약속했을 뿐만 아니라 상당한 영토를 할양해야 했다. 마리아 테레지아의 남편이 프랑스와 접하고 있던 로트링겐(로렌) 공작 프랑수아 에티엔이었기 때문에 프랑스 국왕 루이 15세의 반발이 심했으므로, 카를 6세는 1736년 로렌 공국을 신성 로마 제국에서 완전히 분리시켜 프랑스에게 넘겨주었다. 그리고 1734년 일어난 폴란드 왕위 계승 전쟁의 결과 체결된 빈 조약(1738년)에서 카를 6세는 마리아 테레지아의 계승을 위해 주변국들에게 상당 부분을 양보했고 그 결과 합스부르크 가문은 토스카나 대공국과 파르마 공국을 획득하는 대신 나폴리 왕국과 시칠리아 왕국을 내주었다.
카를 6세가 이렇게 여러 조치를 취해 두었지만, 그가 사망하자 프로이센 왕국 등 주변 여러 세력들이 마리아 테레지아의 합스부르크 계승을 반대하면서 오스트리아 왕위 계승 전쟁이 발발했다. 그 결과 전쟁에서는 오스트리아가 승리했지만, 신성로마황제의 자리는 바이에른 선제후이자 요제프 1세의 사위인 비텔스바흐가의 카를 7세에게 빼앗겼다. 그러나 카를 7세가 오래가지 못한 채로 사망하고 마리아 테레지아의 남편인 프랑수아 에티옌이 신성로마제국 황제 프란츠 1세로 선출되면서 합스부르크 가문은 제위를 계속 이어갈 수 있었다.
마리아 테레지아와 프란츠 1세 이후부터의 합스부르크 왕조는 정식으로는 합스부르크로트링겐 왕조(독일어: Haus Habsburg-Lothringen)라 칭했지만, 대부분의 사람들은 그냥 합스부르크 가문이라고 불렀다. 한편 오스트리아 왕위 계승 전쟁의 결과로 합스부르크 가문은 슐레지엔을 프로이센 왕국에게 빼앗겼다. 이에 마리아 테레지아는 슐레지엔을 되찾기 위해 프랑스와 동맹을 맺는 초강수까지 동원해가면서 노력하였으나 7년 전쟁에서 패배함으로써 독일 내에서의 패권을 잃었다. 대신 마리아 테레지아의 치세 동안에는 보헤미아와 헝가리 등 반항적이었던 동군연합을 평정하고 북쪽의 폴란드-리투아니아를 프로이센, 러시아와 함께 완전히 분할, 획득하였다.
18세기에서 19세기로 넘어가는 과도기에 프랑스 혁명이 터지면서 합스부르크 가문은 다시 위기에 직면했다. 합스부르크 가문은 처형당한 마리 앙투아네트를 구실로 여타 왕정 국가들과 같이 대프랑스 전쟁을 일으켰지만, 프랑스 혁명군의 놀라운 전투력과 나폴레옹 보나파르트의 가공할만한 전략으로 인해 패배를 면치 못했으며 벨기에와 밀라노 공국마저 뺏겨버렸다. 나폴레옹이 프랑스 황제로 등극하자 위기에 처한 프란츠 2세는 그동안 동군연합 상태를 유지하던 합스부르크 가문의 영지를 하나로 통합하여 오스트리아 제국을 선포하고그레이트브리튼 왕국, 러시아 제국, 프로이센 왕국과 연대하여 대프랑스 공동 전선을 결성했으나 치명타를 입고 1806년에는 나폴레옹의 독일 개편 압력으로 인해 신성로마제국을 해체하는 지경에까지 이르렀다.
유일한 해안 지역인 달마티아를 뺏김으로써 강제로 내륙국으로 전락했을 뿐만 아니라 프란츠 2세의 장녀 마리아 루도비카를 나폴레옹에게 시집보내는 등 굴욕을 맛보던 합스부르크가는 나폴레옹이 러시아 원정으로 몰락하자 재반격에 나서 프랑스를 궁지로 몰아넣었다. 오스트리아 제국은 전후 처리를 위해 열린 빈 회의에서 티롤, 달마티아 등 잃었던 영토의 상당수를 회복하고 신성 로마 제국의 후계인 독일 연방의 의장국을 겸했으며 메테르니히 체제를 주도하였다. 이후 민족주의의 물결이 유럽을 뒤덮으며, 독일 통일에 대한 열망이 높아지게 되었고 아울러 그동안 합스부르크 제국을 오스만 제국으로부터의 보호자로 여겼던 제국 내의 다양한 민족들이 민족의식에 대해 눈 뜨기 시작했다.
1840년대 유럽 각국에서 혁명이 일어나고 1848년 프랑스에서 2월 혁명으로 오를레앙가(7월 왕정)가 무너지자 그 영향으로 오스트리아 제국의 수도 빈에서도 대규모의 혁명이 일어나 빈 체제는 완전히 붕괴되었다. 이러한 민족주의의 물결 속에서도 헝가리에서 일어난 혁명을 제압하는 등 오스트리아 제국은 한동안 중부유럽의 강대국으로써 군림하였으나 이탈리아 통일운동의 결과로 사르데냐-피에몬테 왕국에게 롬바르디아-베네치아 왕국을 빼앗기고, 분가가 통치하던 토스카나 대공국과 모데나 레조 공국도 멸망하면서 이탈리아 반도에서의 영향력을 완전히 상실했다. 그러나 이탈리아보다 더 큰 문제는 1866년 독일 통일을 두고 벌어진 프로이센-오스트리아 전쟁에서의 패전이었다. 그동안 대부분의 사람들이 인정하는 독일 내 최강국이었던 오스트리아의 위신은 이때를 기점으로 처참하게 무너졌으며, 프로이센 왕국이 주도하는 독일 통일 운동에서 강제로 배제되었다. 잇달은 패배의 여파로 제국 내 여러 민족들이 동요하기 시작하자, 당시 오스트리아 제국의 황제였던 프란츠 요제프 1세는 제국 내에서 독일인 다음으로 많은 인구를 차지하고 있던 헝가리인들과 대타협(독일어: Ausgleich)을 통해 새로이 오스트리아-헝가리 이중제국을 출범시켰다.

### 몰락

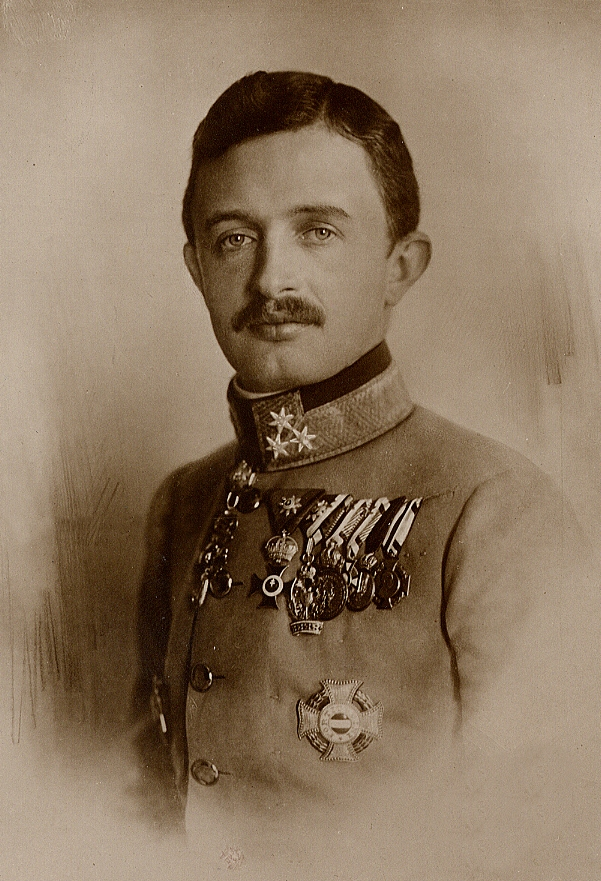
오스트리아 제국의 마지막 황제이자 오스트리아-헝가리 제국의 마지막 황제, 그리고 오스트리아, 헝가리, 체코의 마지막 군주, 나아가 600년 역사의 합스부르크 가문의 마지막 군주였던 카를 1세

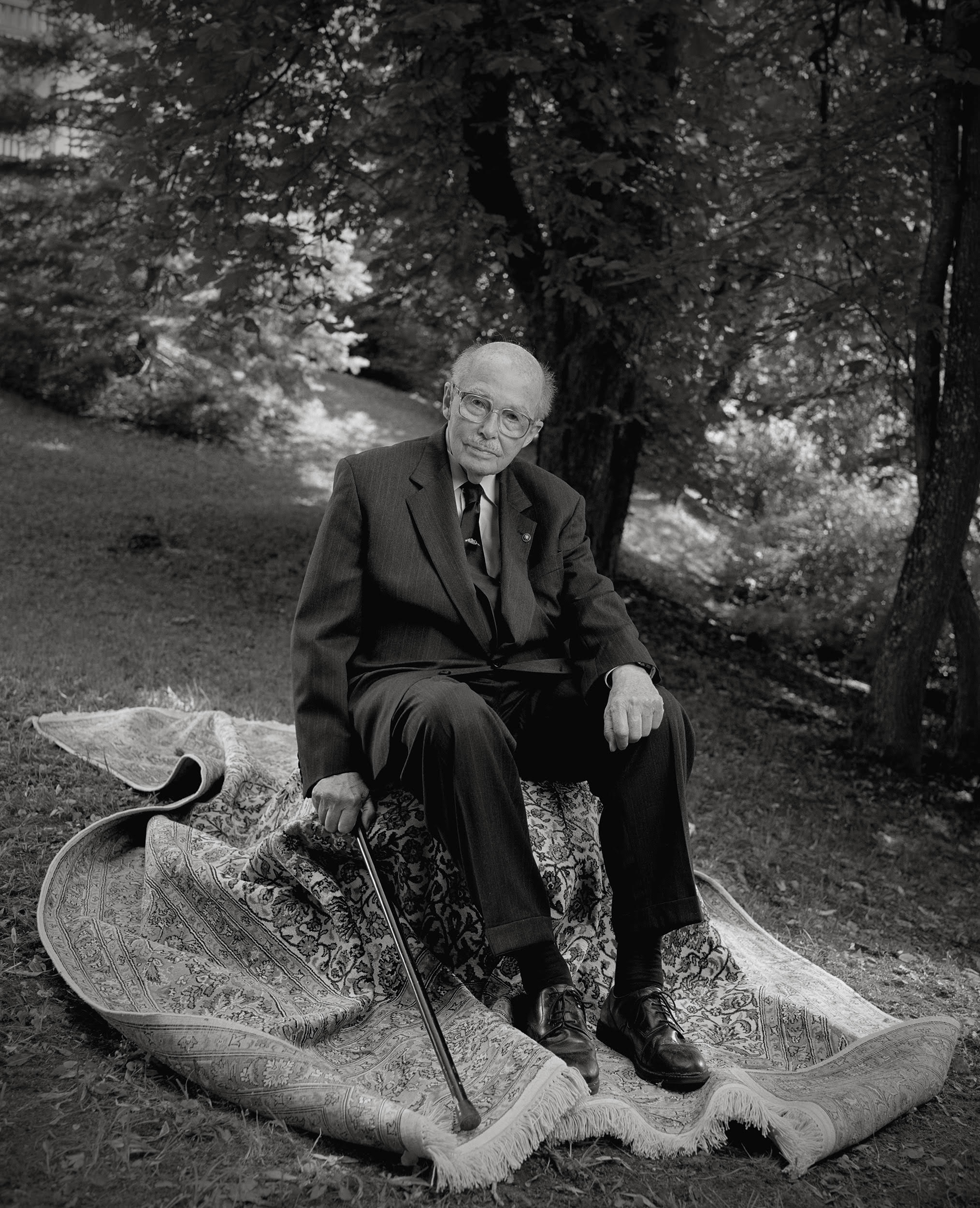
카를 1세의 장남이자 합스부르크가의 마지막 황태자인 오토 폰 합스부르크

독일 통일에서 배제된 오스트리아-헝가리 제국은 독일 제국과 이탈리아 왕국의 수립으로 서쪽으로의 진출이 막히자 대신 남쪽의 발칸 반도로의 진출을 시도했다. 특히나 그 지역의 패자로서 오랫동안 군림하던 오스만 제국이 유럽의 병자로 전락하고 발칸 반도의 수많은 민족들이 독립을 제창하는 가운데, 세르비아가 남슬라브 민족의 통합을 내세우면서 적극적인 팽창 정책을 추구하자 오스트리아는 세르비아를 견제할 겸 발칸 반도로의 확장을 추구했다.
우선 프로이센-오스트리아 전쟁으로 일시적으로 적대 관계에 있었던 독일 제국과 우호관계를 다진 뒤 보스니아-헤르체고비나를 확보하며 남방 진출을 노렸으나, 비슷한 시기에 역시 발칸 반도로의 진출을 노리던 러시아 제국이 범슬라브주의를 주장하면서 발칸 반도의 판세는 더욱 복잡하게 되었다. 게다가 제국 내의 여러 민족들은 여전히 오스트리아와 헝가리의 지배에 공공연하게 불만을 품고 있었다. 결국 세르비아 민족주의자인 가브릴로 프린치프에게 제위 계승자였던 프란츠 페르디난트가 사라예보에서 암살당하면서 이전에 쌓이고 쌓인 수많은 갈등이 터져 나오며 제1차 세계 대전이 발발했다.
1918년, 제1차 세계 대전의 패전으로 마지막 황제였던 카를 1세가 퇴위하며 길었던 합스부르크 가문의 시대가 막을 내렸고, 오스트리아-헝가리 제국도 해체되었다. 이후 제국 영토의 폐허에서 수립된 오스트리아 제1공화국은
합스부르크가가 왕위를 되찾으려는 모든 의사를 포기하고 민간인으로서의 지위를 받아들이기 전까지 오스트리아 영토에서 이들을 영원히 추방하는 법안을 통과시켰으며, 체코슬로바키아는 아예 귀족제도를 폐지하여 양국 모두 합스부르크가의 복위 시도를 차단하였다. 나중에 오스트리아-헝가리 제국 해군 중장 출신인 호르티 미클로시 제독이 헝가리 왕국을 복원하며 헝가리 왕위는 남아있긴 했지만, 명목상의 복원이었을 뿐 합스부르크 가문의 헝가리 입국을 거부하는 등 섭정 지위로 1인 독재 체제를 유지하였다.
전간기에 합스부르크가는 나치즘과 공산주의에 반대를 표했다. 독일에서 집권한 아돌프 히틀러는 자신들의 통치 하에 있는 지역 사회가 전통적인 민족, 종교, 언어적 관행을 유지할 수 있도록 허용하는 수백년 된 합스부르크가의 원칙에 완전히 반대되는 정책을 추진했고, 실제로 그는 격렬한 반군주주의자였다. 제2차 세계 대전이 일어날 당시 중부 유럽에서는 나치와 게슈타포에 의해 탄압받았던 합스부르크가 일원들의 강력한 저항 운동이 있었고, 그 중심에는 당시 합스부르크가의 수장 오토 폰 합스부르크가 있었다. 그가 이끈 나치즘에 대한 저항에 영감을 받은 하인리히 마이어 등의 저항군들(합스부르크가가 아님)은 V-2 로켓, 티거 전차, 나치 독일의 항공기 제작지와 그 계획을 연합국에게 전달해주는 등의 활약을 펼쳤다. 종전 이후, 합스부르크가는 철의 장막이 무너지고 공산주의 동유럽이 민주화되는 데에 결정적인 기여를 했다.
오늘날 합스부르크 가문은 유럽의 일세를 풍미한 이름 높은 가문으로 대접받고 있으며, 근대 유럽의 파란만장한 역사를 웅변하는 산 증인이다. 오스트리아가 공화국으로 전환한지 100년이 넘어가고 있음에도 합스부르크 가문의 가주는 비록 이름 뿐이지만 아직 오스트리아 황제, 헝가리, 보헤미아, 크로아티아 국왕 등의 작위를 주장한다. 현재 합스부르크 가문의 가주는 카를 폰 합스부르크이다.

## 다국어

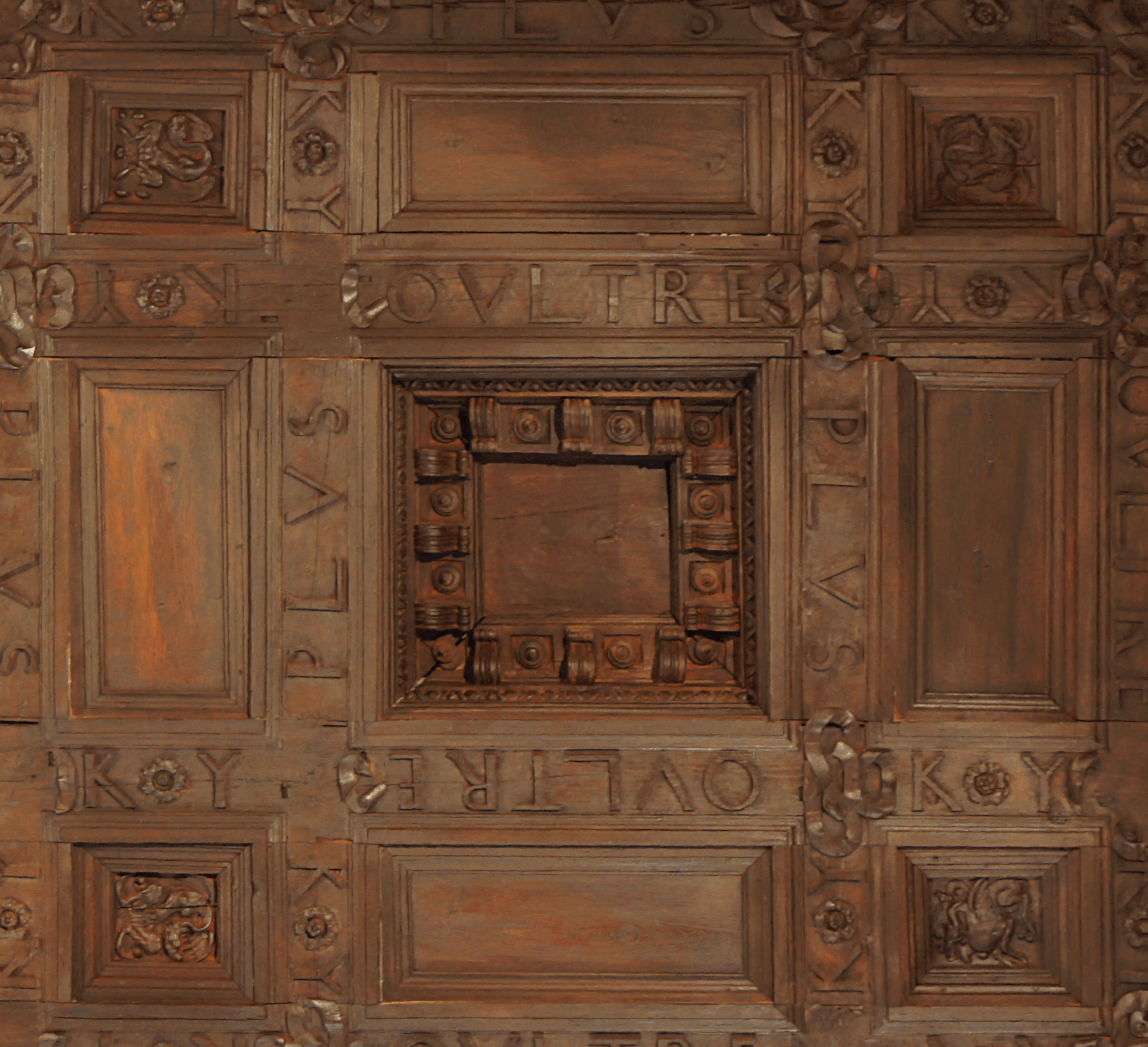
그라나다의 카를 5세 궁전 천장에 있는 모토인 'PLUS OUTRE(플루스 울트라, 보다 더 멀리 나아가자)'. 카를 5세 때부터 사용하던 스페인의 대표적인 문구이기도 하다.

여러 왕위와 칭호를 겸하면서, 합스부르크가는 수세기에 걸쳐 다중언어 능력을 습득했다. 신성 로마 제국은 대부분의 황제들이 독일어를 모국어로서 사용했지만, 독특하게 합스부르크가의 황제들은 여러 언어를 구사할 줄 알았다. 중세 성기에 접어들면서 라틴어의 비종교적 용도로서의 사용이 감소하고 민족언어의 사용이 두드러지자 제국 내 언어 문제가 점차 심각해졌다.
루돌프 1세나 알브레히트 1세와 같이 합스부르크가 초기에는 프랑스어를 잘 사용하지 않았거나, 아니면 아예 사용하지 못한 것으로 보인다.:278 반면에, 이후의 막시밀리안 1세는 무려 11개 언어를 구사할 수 있었으며 그의 손자인 카를 5세는 조부만큼은 아니지만 프랑스어, 네덜란드어, 스페인어, 독일어, 이탈리아어, 바스크어 등을 사용했다.</ref> 카를 5세는 자신이 다국어를 구사할 수 있다는 것을 두고 다음과 같이 말하기도 했다.
나는 주님에게는 스페인어와 라틴어를, 여성에게는 이탈리아어를, 남성에게는 프랑스어를, 내 말에게는 독일어를 사용한다.

라틴어는 18세기 후반까지 신성 로마 제국의 행정 언어로서 사용되었다. 그러나 요제프 2세및 그 뒤의 합스부르크 군주들이 독일어 사용을 장려하면서 부분적으로는 완전히 뒤바뀌었다. 합스부르크 왕가의 모두가 아니더라도 16세기부터는 대부분의 일원들이 독일어뿐만 아니라 프랑스어, 이탈리아어 등도 사용했다. 페르디난트 1세, 막시밀리안 2세, 루돌프 2세는 체코어로 보헤미아 국회에서 연설했다는 기록이 남아있지만, 그들이 유창하게 이 언어를 구사했는지는 확실하지 않다. 그러나 17~18세기 후반부터 합스부르크가 내에서 체코어의 사용은 점차 감소했다(페르디난트 3세를 제외하면).
프란츠 요제프 1세는 프랑스어와 독일어라는 두 개의 언어에 대해 조기 교육을 받은 뒤 체코어와 헝가리어, 이탈리아어, 폴란드어 역시 추가로 습득하였다. 심지어 그는 라틴어와 그리스어도 공부했다고 한다. 합스부르크 군주제가 종말을 고한 뒤, 전간기부터 합스부르크가의 수장이었던 오토 폰 합스부르크는 영어, 프랑스어, 독일어, 헝가리어, 크로아티아어, 이탈리아어, 스페인어, 포르투갈어 등 8개 언어에 능통했다.

## 합스부르크 정통 왕가

#### 초기 합스부르크 왕가 군주 목록
1273년 루돌프 1세가 신성 로마제국 황제가 되기 전까지 합스부르크 왕가는 현재의 스위스와 알프스 산맥 지역의 백작의 집안이었다.
- 군트람 (930년–985년 / 990년)
- 란제린(991년 죽음)

#### 합스부르크 백작
루돌프 1세가 독일왕이 되기 전까지, 합스부르크 가문은 지금의 남서부 독일과 스위스의 백작이었다.
- 라트보트 백작 (985년경–1035년)
- 베르너 1세 (1025년 / 1030년–1096년)
- 오토 2세 (1111년 죽음)
- 베르너 2세(1135년경 - 1167년)
- 알브레히트 3세 (1199년 죽음): 그의 치세에 합스부르크 가문의 영지가 확장됨
- 합스부르크의 루돌프 2세 (1232년 )
- 알브레히트 4세 (1239년 / 1240년 죽음); 루돌프 4세(나중에 독일왕 루돌프 1세가 됨)의 아버지

#### 오스트리아 왕
- 루돌프 1세 : 독일왕 재위 1273년–1291년.

#### 오스트리아 공작
합스부르크 가문은 오스트리아, 슈타이어마르크, 나중에는 케른텐, 티롤의 공작이 된다.
- 루돌프 2세(1282년–1283년) : 루돌프 1세의 아들, 형과 함께 오스트리아 공작
- 알브레히트 1세 (1282년–1308년) : 루돌프 1세의 아들, 루돌프 2세와 함께 오스트리아 공작; 명목상 신성로마제국황제 (1298년–1308년)
- 루돌프 3세 (1298년–1307년) : 알브레히트 1세의 맏아들
- 프리드리히 미남왕  (1308년–1330년) : 루돌프 3세의 형제. 1325년부터 신성로마제국의 루트비히 4세와 함께 신성로마제국의 공동황제였으나 사실상 제위에는 오르지 못함.
- 레오폴트 1세( 1308년–1326년).
- 알브레히트 2세 (1330년–1358년),
- 즐거운 오토 (1330년–1339년) (형 알브레히트 2세와 공동)
- 루돌프 4세 창시자 (1358년–1365년),:알브레히트 2세의 맏아들.

루돌프 4세가 죽자, 그의 형제인 알브레히트 3세와 레오폴트 3세는 1365년부터 1379년까지 합스부르크 가문의 지위를 공동으로 통치했다가 1379년 영토를 나누었다. 이때 합스부르크는 알브레히트 계열(오스트리아 공작)과 레오폴트 계열(슈타이어마르크, 케른텐, 티롤의 공작)로 가문이 분리된다.

##### 알브레히트 계열: 오스트리아 공작
- 알브레히트 3세 (1386년-1395년).
- 알브레히트 4세 (1395년–1404년).
- 알브레히트 5세 (1404년–1439년), 신성 로마 제국황제 (1438년–1439년)
- 라디슬라우스 유복자왕(1440년–1457년) :알브레히트 5세의 아들. 헝가리와 보헤미아의 왕

#### 레오폴트 계열의 직계 슈타이어마르크, 케른텐, 티롤의 공작
- 레오폴트 3세 (1386년까지)
- 빌헬름 (1386년–1406년)
- 레오폴트 4세, (1395년–1402년)

##### 레오폴트 계열의 방계 인너 오스트리아의 공작
- 에른스트 철인 (1406년–1424년)
- 프리드리히 5세 (1424년-1493년): 1440년 프리트리히 3세로 신성로마제국황제가 됨
- 알브레히트 6세 (1446년–1463년)

##### 레오폴트 계열의 방계 티롤의 공작
- 프리드리히 4세 (1402년–1439년)
- 지기스문트 (1439년–1446년)

#### 합스부르크 가문의 재통합
지기스문트는 자식이 없어 프리드리히 5세의 아들인 막시밀리안을 양자로 삼았다. 막시밀리안에 의해 합스부르크 왕가는 다시 하나로 합쳐진다.

#### 재통합 이전의 독일왕 및 신성로마제국 황제
- 루돌프 1세, 황제 1273년–1291년
- 알브레히트 1세, 황제 1298년–1308년
- 알브레히트 2세, 황제 1438년–1439년
- 프리드리히 3세, 황제 1440년–1493년

### 합스부르크의 유럽 군주

#### 신성로마황제 및 부르군트 공작
- 막시밀리안, 황제 1493년–1519년
- 카를 5세, 황제 1519년–1556년

#### 신성로마황제 및 오스트리아 대공
- 페르디난트 1세, 1556년-1564년), 단 1558년까지는 공식적으로 황제가 아니었음
- 막시밀리안 2세 (1564년-1576년)
- 루돌프 2세 (1576년-1612년)
- 마티아스 (1612년-1619년)
- 페르디난트 2세 (1619년-1637년)
- 페르디난트 3세 (1637년-1657년)
- 레오폴트 1세 (1658년-1705년)
- 요제프 1세 (1705년-1711년)
- 카를 6세 (1711년-1740년)

#### 신성로마황후 및 오스트리아 여대공
- 마리아 테레지아 (1741년–1780년)

카를 6세는 아들이 없어 딸 오스트리아의 마리아 테레지아를 프란츠 슈테판 폰 로트링겐과 결혼 시켰다. 그녀는 오스트리아의 대공녀 이자 헝가리 왕국과 보헤미아의 여왕으로 통치했다 (1740년–1780년). 가문의 이름 역시 로트링겐을 덧붙인 합스부르크-로트링겐이 되었고, 그녀를 마지막으로 합스부르크 정통 왕가는 단절되었다.

#### 카스티야와 레온의 왕
후아나 라 로카는 아라곤의 여왕, 시칠리아의 여왕, 나폴리의 여왕을 겸했다.
- 펠리페 1세와 후아나 라 로카 (1504년-1506년)

#### 에스파냐 왕(카스티야와 레온 왕, 아라곤 왕 겸임) 및 부르군트 대공 및 바르셀로나 백작
펠리페 1세가 사망하자 후안나 여왕은 그 충격으로 미쳐버린다. 결국 1516년에 후안나와 펠리페의 아들인 카를로스 1세에게 왕위를 넘겼으며, 이후 합스부르크 왕가는 에스파냐 연합 왕국과 그에 부속되어 있는 카스티야-레온 왕국, 아라곤 왕국 그리고 아라곤이 통치하는 시칠리아 왕국과 나폴리 왕국의 왕이 된다.
- 카를로스 1세 (1516년–1556년)
- 펠리페 2세 (1556년–1598년)
- 펠리페 3세 (1598년–1621년)
- 펠리페 4세 (1621년–1665년)
- 카를로스 2세 (1665년–1700년)

카를로스 2세의 사후 에스파냐 왕위를 놓고 에스파냐 왕위계승전쟁이 벌어짐.

#### 에스파냐 왕위계승전쟁기간 중의 바르셀로나 백작
- 펠리페 4세 (1700년–1714년)
- 카를로스 3세 (1705년–1714년)

#### 포르투갈 왕
1580년, 에스파냐와 포르투갈은 동군연합을 이루면서, 이베리아 연합 왕국이 되지만, 1640년 포르투갈에선 브라간사 왕가가 왕위에 오르면서 에스파냐와 포르투갈의 동군연합은 해체된다.
- 펠리페 1세 (1580년–1598년)
- 펠리페 2세 (1598년–1621년)
- 펠리페 3세 (1621년–1640년)

#### 잉글랜드 왕
1554년, 잉글랜드 여왕 메리 1세와 스페인 국왕 펠리페 2세와 혼인하면서 펠리페 2세가 잉글랜드의 왕이 되었다.
- 필립 1세 (1554년~1558년)

#### 헝가리 왕
수세기 동안 헝가리 왕국의 왕위는 합스부르크 왕가에 속해 있었다. 그러나 헝가리의 왕위 계승은 엄격하지 않았기 때문에 합스부르크 가문에서는 젊은 왕위 계승자를 헝가리 왕으로 임명하여 제왕의 연습을 시키는 경우가 종종 있었다. 따라서 다음의 헝가리 왕의 재위기간은 합스부르크 왕가의 재위기간과 일치하지 않는다. 페르디난드 1세부턴 신성로마황제 및 오스트리아 대공이 헝가리의 왕을 겸하기 시작한다.
- 알브레히트 (1437년–1439년)
- 라슬로 5세 (1444년–1457년)
- 알브레히트 (1437년–1439년)
- 라슬로 5세 유복자왕 (1444년–1457년)
- 페르디난드 1세 (1526년–1564년)
- 미크사 1세 (1563년–1576년)
- 루돌프 1세 (1572년–1608년)
- 마티아스 2세 (1608년–1619년)
- 페르디난드 2세 (1618년–1637년)
- 페르디난드 3세 (1625년–1657년)
- 페르디난드 4세 (1647년–1654년)
- 리포트 1세 (1655년–1705년)
- 요세프 1세 (1687년–1711년)
- 카로이 3세 (1711년–1740년)
- 마리아 테레지아, 헝가리의 여왕(공식적으론 헝가리 왕) (1741년–1780년)

#### 시칠리아 왕
- 카를로 2세 (1516년–1554년)
- 필리포 1세 (1554년–1598년)
- 필리포 2세 (1598년–1521년)
- 필리포 3세 (1621년–1665년)
- 카를로 3세 (1665년–1700년)
- 카를로 4세 (1713년–1734년)

#### 나폴리 왕
- 카를로 4세 (1516년–1554년)
- 필리포 1세 (1554년–1598년)
- 필리포 2세 (1598년–1621년)
- 필리포 3세 (1621년–1665년)
- 카를로 5세 (1665년–1700년)
- 카를로 6세 (1713년–1735년)

#### 샤르데냐 왕
- 카를로 3세 (1713년–1720년)

#### 파르마 공작
- 카를 6세 (1735년-1740년)
- 마리아 테레지아 (1740년-1748년)

### 합스부르크 왕가의 군주 배우자
합스부르크 왕가는 자신의 가문의 지배하에 유럽을 두기 위해 또는 프랑스를 견제하기 위해 가문의 딸들을 프랑스의 왕들과 결혼시켰다. 그 이외에도 합스부르크 왕가는 유럽의 많은 왕국들과 혼인관계를 맺었다.
- 펠리페 1세 (?-1506년), 아라곤 왕국, 나폴리 왕국, 시칠리아 왕국의 여왕인 후아나 라 로카의 부군.
- 레오노르 데 아우스트리아, 에스파냐의 공녀 (1498년-1558년), 프랑스의 프랑수아 1세의 왕비.
- 펠리페 2세 (1527년-1598년) - 잉글랜드의 메리 1세의 부군.
- 오스트리아의 엘리자베트, 프랑스의 샤를 9세의 왕비.
- 안 도트리슈, 스페인의 왕녀, (1601년–1666년), 루이 13세의 왕비.
- 에스파냐의 마리아 테레사 (1638년–1683년), 루이 14세의 왕비

## 합스부르크로트링겐 왕가

#### 신성 로마 황제 및 오스트리아 대공
- 프란츠 1세 (1745년-1765년)
- 요제프 2세 (1765년-1790년)
- 레오폴트 2세 (1790년-1792년)
- 프란츠 2세 (1792년-1806년)
  - 신성로마제국은 나폴레옹 보나파르트에 의해 해체되고 합스부르크-로렌 가문은 오스트리아 제국의 황가로 남는다.
  - 레오폴트 2세의 후손인 오스트리아의 마리아 크리스티나는 에스파냐로 가서 알폰소 12세의 왕비가 되고 알폰소 13세를 낳고 그의 섭정을 맡았다.

#### 오스트리아 황제
- 오스트리아의 프란츠 1세 (1815년-1835년)
- 오스트리아의 페르디난트 1세 (1835년 - 1848년)
- 프란츠 요제프 1세 (1848년 – 1916년)
- 카를 1세, (1916년–1918년) 1922년 망명중에 사망. 부인은 부르봉 왕가 출신이었음.

#### 헝가리 왕
- 요세프 2세 (1780년–1790년)
- 리포트 2세 (1790년–1792년)
- 페렌크 1세 (1792년–1835년)
- 페르디난드 5세 (1835년–1848년)
- 페렌크 요세프 1세 (1848년–1916년)
- 카로이 4세 (1916년–1918년)

#### 토스카나 대공작
- 프란츠 1세 (1735년-1765년)
- 레오폴트 2세 (1765년-1790년)

레오폴트 2세 이후 토스카나 대공국에선 합스부르크 토스카나 왕가가 출현한다.

#### 파르마 공작
- 파르마의 공작 부인 마리 루이즈 (1814년–1847년)

#### 멕시코 황제
- 막시밀리아노 1세 (1864년–1867년)

#### 합스부르크로트링겐 가문의 수장
- 카를 1세 (1919년–1922년)
- 오토 폰 합스부르크로트링겐 (1922년–2006년)
- 카를 합스부르크로트링겐 (2007년~현재)

### 합스부르크로트링겐 왕가의 군주 배우자
- 마리 앙투아네트 (1755년–1793년), 루이 16세의 왕비
- 마리 루이즈 (1791년 -1847년), 황제 나폴레옹 보나파르트의 두 번째 황후.
- 오스트리아의 마리아 크리스티나 : 에스파냐의 알폰소 12세의 왕비

### 토스카나계 합스부르크로트링겐 왕가

#### 토스카나 대공작
- 페르디난도 3세 (1790년-1824년)
- 레오폴도 2세 (1824년-1859년)
- 페르디난도 4세 (1859년-1860년)

1860년, 리소르지멘토로 토스카나 대공국은 사르데냐 왕국의 영토가 된다.

#### 토스카나계 합스부르크로트링겐 왕가의 수장
- 페르디난트 4세 (1860년-1908년)
- 요제프 페르디난트 (1908년-1942년)
- 페터 페르디난트 (1942년-1948년)
- 가트프리트 (1948년-1984년)
- 레오폴트 프란츠 (1984년-1993년
- 토스카나 대공 지기스문트 (1993년-현재)

## 오스트리아에스테 공작가
오스트리아에스테 공작가는 합스부르크로트링겐 왕가에서 파생된 가문으로, 모데나 공국에서 공작을 배출하였다.

### 모데나 공작
- 프란체스코 4세 (1814년-1846년)
- 프란체스코 5세 (1846년-1859년)

모데나 공국은 1859년, 샤르데냐 왕국에 합병된다.

### 오스트리아에스테 공작가의 수장
- 프란체스코 5세 (1859년-1875년)
- 프란체스코 페르디난도 대공 (1875년-1914년)
- 카를로 1세 (1914년-1917년)
- 로베르토 카를로 루도비코 (1917년-1966년)
- 오스트리아에스테 대공 로렌초 (1966년-현재)

## 합스부르크 왕가가 흡수한 가문
- 야기에우워 왕조 : 보헤미아와 헝가리를 다스리던 야기에우워 왕가를 칭하며, 폴란드의 야기에우워 왕가는 이후 대가 끊겨 단절된다.
- 트라스타마라가 : 후아나 1세 이후 더 이상 가문 사람들이 없었으므로, 합스부르크가에 합쳐졌다.
- 피아스트가
- 아비스베자가 : 이후 에스파냐와 포르투갈의 동군연합 성립.
- 에스테가 : 오스트리아 에스테 공작가가 되어, 이후에 모데나에서 두 명의 공작을 배출한다.
- 로트링겐가 : 프란츠 슈테판 폰 로트링겐이 마리아 테레지아와 혼인하면서, 합스부르크로트링겐 왕가가 되면서 합쳐졌다.
- 갈리치아티롤가
- 키벌크가
- 카페 왕조의 비잔티움 계열 분파

## 합스부르크 가계도 (남성 직계만)
|                                               |                                               |                                               |                                               |                                               |                                               |  |  |                                        |                                        |                                        |                                        |                                        |                                        |                                                 |                                                 |                                                 |                                                 |                                                 |                                                 |                                       |                                       |  |  |                                              |                                              |                                              |                                              |                                              |                                              |                                              |                                              |                                              |                                              |                                              |                                              |                                       |                                       |  |  |                                              |                                              |                                              |                                              |                                              |                                              |  |  | 직계                                         |                                              |                                              |                                              |                                              |                                              |  |  |                                            |                                            |                                            |                                            |                                            |                                            |                                            |                                            |                                              |                                              |                                              |                                              |                                              |                                              |  |  |                                          |                                          |                                          |                                          |                                              |                                              |                                              |                                              |                                              |                                              |                                           |                                           |                                            |                                            |                                            |                                            |                                            |                                            |                                     |                                     |                                           |                                           |                                           |                                           |                                               |                                               |                                               |                                               |                                               |                                               |  |  |                                               |                                               |                                               |                                               |                                               |                                               |  |  |  |  |  |  |  |  |  |  |  |  |  |  |  |  |  |  |  |  |  |  |  |  |  |  |  |  |  |  |  |  |  |  |  |  |  |  |  |  |  |  |  |  |  |  |  |  |  |  |  |  |  |  |  |  |  |  |  |  |  |  |  |  |  |  |  |  |  |  |  |  |  |  |  |  |  |  |  |  |  |  |  |  |
|                                               |                                               |                                               |                                               |                                               |                                               |  |  |                                        |                                        |                                        |                                        |                                        |                                        |                                                 |                                                 |                                                 |                                                 |                                                 |                                                 |                                       |                                       |  |  |                                              |                                              |                                              |                                              |                                              |                                              |                                              |                                              |                                              |                                              |                                              |                                              |                                       |                                       |  |  |                                              |                                              |                                              |                                              |                                              |                                              |  |  | 알브레히트 '합스부르크 백작' (1188?~1239)    |                                              |                                              |                                              |                                              |                                              |  |  |                                            |                                            |                                            |                                            |                                            |                                            |                                            |                                            |                                              |                                              |                                              |                                              |                                              |                                              |  |  |                                          |                                          |                                          |                                          |                                              |                                              |                                              |                                              |                                              |                                              |                                           |                                           |                                            |                                            |                                            |                                            |                                            |                                            |                                     |                                     |                                           |                                           |                                           |                                           |                                               |                                               |                                               |                                               |                                               |                                               |  |  |                                               |                                               |                                               |                                               |                                               |                                               |  |  |  |  |  |  |  |  |  |  |  |  |  |  |  |  |  |  |  |  |  |  |  |  |  |  |  |  |  |  |  |  |  |  |  |  |  |  |  |  |  |  |  |  |  |  |  |  |  |  |  |  |  |  |  |  |  |  |  |  |  |  |  |  |  |  |  |  |  |  |  |  |  |  |  |  |  |  |  |  |  |  |  |  |
|                                               |                                               |                                               |                                               |                                               |                                               |  |  |                                        |                                        |                                        |                                        |                                        |                                        |                                                 |                                                 |                                                 |                                                 |                                                 |                                                 |                                       |                                       |  |  |                                              |                                              |                                              |                                              |                                              |                                              |                                              |                                              |                                              |                                              |                                              |                                              |                                       |                                       |  |  |                                              |                                              |                                              |                                              |                                              |                                              |  |  |                                              |                                              |                                              |                                              |                                              |                                              |  |  |                                            |                                            |                                            |                                            |                                            |                                            |                                            |                                            |                                              |                                              |                                              |                                              |                                              |                                              |  |  |                                          |                                          |                                          |                                          |                                              |                                              |                                              |                                              |                                              |                                              |                                           |                                           |                                            |                                            |                                            |                                            |                                            |                                            |                                     |                                     |                                           |                                           |                                           |                                           |                                               |                                               |                                               |                                               |                                               |                                               |  |  |                                               |                                               |                                               |                                               |                                               |                                               |  |  |  |  |  |  |  |  |  |  |  |  |  |  |  |  |  |  |  |  |  |  |  |  |  |  |  |  |  |  |  |  |  |  |  |  |  |  |  |  |  |  |  |  |  |  |  |  |  |  |  |  |  |  |  |  |  |  |  |  |  |  |  |  |  |  |  |  |  |  |  |  |  |  |  |  |  |  |  |  |  |  |  |  |
|                                               |                                               |                                               |                                               |                                               |                                               |  |  |                                        |                                        |                                        |                                        |                                        |                                        |                                                 |                                                 |                                                 |                                                 |                                                 |                                                 |                                       |                                       |  |  |                                              |                                              |                                              |                                              |                                              |                                              |                                              |                                              |                                              |                                              |                                              |                                              |                                       |                                       |  |  |                                              |                                              |                                              |                                              |                                              |                                              |  |  | 루돌프 1세 "신성로마황제" (1218?~1291)       |                                              |                                              |                                              |                                              |                                              |  |  |                                            |                                            |                                            |                                            |                                            |                                            |                                            |                                            |                                              |                                              |                                              |                                              |                                              |                                              |  |  |                                          |                                          |                                          |                                          |                                              |                                              |                                              |                                              |                                              |                                              |                                           |                                           |                                            |                                            |                                            |                                            |                                            |                                            |                                     |                                     |                                           |                                           |                                           |                                           |                                               |                                               |                                               |                                               |                                               |                                               |  |  |                                               |                                               |                                               |                                               |                                               |                                               |  |  |  |  |  |  |  |  |  |  |  |  |  |  |  |  |  |  |  |  |  |  |  |  |  |  |  |  |  |  |  |  |  |  |  |  |  |  |  |  |  |  |  |  |  |  |  |  |  |  |  |  |  |  |  |  |  |  |  |  |  |  |  |  |  |  |  |  |  |  |  |  |  |  |  |  |  |  |  |  |  |  |  |  |
|                                               |                                               |                                               |                                               |                                               |                                               |  |  |                                        |                                        |                                        |                                        |                                        |                                        |                                                 |                                                 |                                                 |                                                 |                                                 |                                                 |                                       |                                       |  |  |                                              |                                              |                                              |                                              |                                              |                                              |                                              |                                              |                                              |                                              |                                              |                                              |                                       |                                       |  |  |                                              |                                              |                                              |                                              |                                              |                                              |  |  |                                              |                                              |                                              |                                              |                                              |                                              |  |  |                                            |                                            |                                            |                                            |                                            |                                            |                                            |                                            |                                              |                                              |                                              |                                              |                                              |                                              |  |  |                                          |                                          |                                          |                                          |                                              |                                              |                                              |                                              |                                              |                                              |                                           |                                           |                                            |                                            |                                            |                                            |                                            |                                            |                                     |                                     |                                           |                                           |                                           |                                           |                                               |                                               |                                               |                                               |                                               |                                               |  |  |                                               |                                               |                                               |                                               |                                               |                                               |  |  |  |  |  |  |  |  |  |  |  |  |  |  |  |  |  |  |  |  |  |  |  |  |  |  |  |  |  |  |  |  |  |  |  |  |  |  |  |  |  |  |  |  |  |  |  |  |  |  |  |  |  |  |  |  |  |  |  |  |  |  |  |  |  |  |  |  |  |  |  |  |  |  |  |  |  |  |  |  |  |  |  |  |
|                                               |                                               |                                               |                                               |                                               |                                               |  |  |                                        |                                        |                                        |                                        |                                        |                                        |                                                 |                                                 |                                                 |                                                 |                                                 |                                                 |                                       |                                       |  |  |                                              |                                              |                                              |                                              |                                              |                                              |                                              |                                              |                                              |                                              |                                              |                                              |                                       |                                       |  |  |                                              |                                              |                                              |                                              |                                              |                                              |  |  |                                              |                                              |                                              |                                              |                                              |                                              |  |  |                                            |                                            |                                            |                                            |                                            |                                            |                                            |                                            |                                              |                                              |                                              |                                              |                                              |                                              |  |  |                                          |                                          |                                          |                                          |                                              |                                              |                                              |                                              |                                              |                                              |                                           |                                           |                                            |                                            |                                            |                                            |                                            |                                            |                                     |                                     |                                           |                                           |                                           |                                           |                                               |                                               |                                               |                                               |                                               |                                               |  |  |                                               |                                               |                                               |                                               |                                               |                                               |  |  |  |  |  |  |  |  |  |  |  |  |  |  |  |  |  |  |  |  |  |  |  |  |  |  |  |  |  |  |  |  |  |  |  |  |  |  |  |  |  |  |  |  |  |  |  |  |  |  |  |  |  |  |  |  |  |  |  |  |  |  |  |  |  |  |  |  |  |  |  |  |  |  |  |  |  |  |  |  |  |  |  |  |
|                                               |                                               |                                               |                                               |                                               |                                               |  |  |                                        |                                        |                                        |                                        |                                        |                                        |                                                 |                                                 |                                                 |                                                 |                                                 |                                                 |                                       |                                       |  |  |                                              |                                              |                                              |                                              |                                              |                                              |                                              |                                              |                                              |                                              |                                              |                                              |                                       |                                       |  |  |                                              |                                              |                                              |                                              |                                              |                                              |  |  | 알브레히트 1세 "신성로마황제" (1255~1308)    | 알브레히트 1세 "신성로마황제" (1255~1308)    | 알브레히트 1세 "신성로마황제" (1255~1308)    | 알브레히트 1세 "신성로마황제" (1255~1308)    | 알브레히트 1세 "신성로마황제" (1255~1308)    | 알브레히트 1세 "신성로마황제" (1255~1308)    |  |  |                                            |                                            |                                            |                                            |                                            |                                            |                                            |                                            | 헤트만 (1263–1281)                           | 헤트만 (1263–1281)                           | 헤트만 (1263–1281)                           | 헤트만 (1263–1281)                           | 헤트만 (1263–1281)                           | 헤트만 (1263–1281)                           |  |  | 루돌프 2세 '오스트리아 공작' 1270~1290   | 루돌프 2세 '오스트리아 공작' 1270~1290   | 루돌프 2세 '오스트리아 공작' 1270~1290   | 루돌프 2세 '오스트리아 공작' 1270~1290   | 루돌프 2세 '오스트리아 공작' 1270~1290       | 루돌프 2세 '오스트리아 공작' 1270~1290       |                                              |                                              |                                              |                                              |                                           |                                           |                                            |                                            |                                            |                                            |                                            |                                            |                                     |                                     |                                           |                                           |                                           |                                           |                                               |                                               |                                               |                                               |                                               |                                               |  |  |                                               |                                               |                                               |                                               |                                               |                                               |  |  |  |  |  |  |  |  |  |  |  |  |  |  |  |  |  |  |  |  |  |  |  |  |  |  |  |  |  |  |  |  |  |  |  |  |  |  |  |  |  |  |  |  |  |  |  |  |  |  |  |  |  |  |  |  |  |  |  |  |  |  |  |  |  |  |  |  |  |  |  |  |  |  |  |  |  |  |  |  |  |  |  |  |
|                                               |                                               |                                               |                                               |                                               |                                               |  |  |                                        |                                        |                                        |                                        |                                        |                                        |                                                 |                                                 |                                                 |                                                 |                                                 |                                                 |                                       |                                       |  |  |                                              |                                              |                                              |                                              |                                              |                                              |                                              |                                              |                                              |                                              |                                              |                                              |                                       |                                       |  |  |                                              |                                              |                                              |                                              |                                              |                                              |  |  | 알브레히트 1세 "신성로마황제" (1255~1308)    | 알브레히트 1세 "신성로마황제" (1255~1308)    | 알브레히트 1세 "신성로마황제" (1255~1308)    | 알브레히트 1세 "신성로마황제" (1255~1308)    | 알브레히트 1세 "신성로마황제" (1255~1308)    | 알브레히트 1세 "신성로마황제" (1255~1308)    |  |  |                                            |                                            |                                            |                                            |                                            |                                            |                                            |                                            | 헤트만 (1263–1281)                           | 헤트만 (1263–1281)                           | 헤트만 (1263–1281)                           | 헤트만 (1263–1281)                           | 헤트만 (1263–1281)                           | 헤트만 (1263–1281)                           |  |  | 루돌프 2세 '오스트리아 공작' 1270~1290   | 루돌프 2세 '오스트리아 공작' 1270~1290   | 루돌프 2세 '오스트리아 공작' 1270~1290   | 루돌프 2세 '오스트리아 공작' 1270~1290   | 루돌프 2세 '오스트리아 공작' 1270~1290       | 루돌프 2세 '오스트리아 공작' 1270~1290       |                                              |                                              |                                              |                                              |                                           |                                           |                                            |                                            |                                            |                                            |                                            |                                            |                                     |                                     |                                           |                                           |                                           |                                           |                                               |                                               |                                               |                                               |                                               |                                               |  |  |                                               |                                               |                                               |                                               |                                               |                                               |  |  |  |  |  |  |  |  |  |  |  |  |  |  |  |  |  |  |  |  |  |  |  |  |  |  |  |  |  |  |  |  |  |  |  |  |  |  |  |  |  |  |  |  |  |  |  |  |  |  |  |  |  |  |  |  |  |  |  |  |  |  |  |  |  |  |  |  |  |  |  |  |  |  |  |  |  |  |  |  |  |  |  |  |
|                                               |                                               |                                               |                                               |                                               |                                               |  |  |                                        |                                        |                                        |                                        |                                        |                                        |                                                 |                                                 |                                                 |                                                 |                                                 |                                                 |                                       |                                       |  |  |                                              |                                              |                                              |                                              |                                              |                                              |                                              |                                              |                                              |                                              |                                              |                                              |                                       |                                       |  |  |                                              |                                              |                                              |                                              |                                              |                                              |  |  |                                              |                                              |                                              |                                              |                                              |                                              |  |  |                                            |                                            |                                            |                                            |                                            |                                            |                                            |                                            |                                              |                                              |                                              |                                              |                                              |                                              |  |  |                                          |                                          |                                          |                                          |                                              |                                              |                                              |                                              |                                              |                                              |                                           |                                           |                                            |                                            |                                            |                                            |                                            |                                            |                                     |                                     |                                           |                                           |                                           |                                           |                                               |                                               |                                               |                                               |                                               |                                               |  |  |                                               |                                               |                                               |                                               |                                               |                                               |  |  |  |  |  |  |  |  |  |  |  |  |  |  |  |  |  |  |  |  |  |  |  |  |  |  |  |  |  |  |  |  |  |  |  |  |  |  |  |  |  |  |  |  |  |  |  |  |  |  |  |  |  |  |  |  |  |  |  |  |  |  |  |  |  |  |  |  |  |  |  |  |  |  |  |  |  |  |  |  |  |  |  |  |
|                                               |                                               |                                               |                                               |                                               |                                               |  |  |                                        |                                        |                                        |                                        |                                        |                                        |                                                 |                                                 |                                                 |                                                 |                                                 |                                                 |                                       |                                       |  |  | 루돌프 1세 '보헤미아 왕' (1281~1307)         | 루돌프 1세 '보헤미아 왕' (1281~1307)         | 루돌프 1세 '보헤미아 왕' (1281~1307)         | 루돌프 1세 '보헤미아 왕' (1281~1307)         | 루돌프 1세 '보헤미아 왕' (1281~1307)         | 루돌프 1세 '보헤미아 왕' (1281~1307)         |                                              |                                              | 프리드리히 '공정한' (1289?~1330)             | 프리드리히 '공정한' (1289?~1330)             | 프리드리히 '공정한' (1289?~1330)             | 프리드리히 '공정한' (1289?~1330)             | 프리드리히 '공정한' (1289?~1330)      | 프리드리히 '공정한' (1289?~1330)      |  |  | 레오폴트 1세 '오스트리아 공작' (1290~1326)   | 레오폴트 1세 '오스트리아 공작' (1290~1326)   | 레오폴트 1세 '오스트리아 공작' (1290~1326)   | 레오폴트 1세 '오스트리아 공작' (1290~1326)   | 레오폴트 1세 '오스트리아 공작' (1290~1326)   | 레오폴트 1세 '오스트리아 공작' (1290~1326)   |  |  | 알브레히트 2세 '오스트리아 공작' (1298~1358) | 알브레히트 2세 '오스트리아 공작' (1298~1358) | 알브레히트 2세 '오스트리아 공작' (1298~1358) | 알브레히트 2세 '오스트리아 공작' (1298~1358) | 알브레히트 2세 '오스트리아 공작' (1298~1358) | 알브레히트 2세 '오스트리아 공작' (1298~1358) |  |  | 하인리히 '친절한' 1299~1327                | 하인리히 '친절한' 1299~1327                | 하인리히 '친절한' 1299~1327                | 하인리히 '친절한' 1299~1327                | 하인리히 '친절한' 1299~1327                | 하인리히 '친절한' 1299~1327                |                                            |                                            | 오토 '오스트리아 공작' 1301~1339             | 오토 '오스트리아 공작' 1301~1339             | 오토 '오스트리아 공작' 1301~1339             | 오토 '오스트리아 공작' 1301~1339             | 오토 '오스트리아 공작' 1301~1339             | 오토 '오스트리아 공작' 1301~1339             |  |  | 요한 파리키다 (1290?~1312/1313)          | 요한 파리키다 (1290?~1312/1313)          | 요한 파리키다 (1290?~1312/1313)          | 요한 파리키다 (1290?~1312/1313)          | 요한 파리키다 (1290?~1312/1313)              | 요한 파리키다 (1290?~1312/1313)              |                                              |                                              |                                              |                                              |                                           |                                           |                                            |                                            |                                            |                                            |                                            |                                            |                                     |                                     |                                           |                                           |                                           |                                           |                                               |                                               |                                               |                                               |                                               |                                               |  |  |                                               |                                               |                                               |                                               |                                               |                                               |  |  |  |  |  |  |  |  |  |  |  |  |  |  |  |  |  |  |  |  |  |  |  |  |  |  |  |  |  |  |  |  |  |  |  |  |  |  |  |  |  |  |  |  |  |  |  |  |  |  |  |  |  |  |  |  |  |  |  |  |  |  |  |  |  |  |  |  |  |  |  |  |  |  |  |  |  |  |  |  |  |  |  |  |
|                                               |                                               |                                               |                                               |                                               |                                               |  |  |                                        |                                        |                                        |                                        |                                        |                                        |                                                 |                                                 |                                                 |                                                 |                                                 |                                                 |                                       |                                       |  |  | 루돌프 1세 '보헤미아 왕' (1281~1307)         | 루돌프 1세 '보헤미아 왕' (1281~1307)         | 루돌프 1세 '보헤미아 왕' (1281~1307)         | 루돌프 1세 '보헤미아 왕' (1281~1307)         | 루돌프 1세 '보헤미아 왕' (1281~1307)         | 루돌프 1세 '보헤미아 왕' (1281~1307)         |                                              |                                              | 프리드리히 '공정한' (1289?~1330)             | 프리드리히 '공정한' (1289?~1330)             | 프리드리히 '공정한' (1289?~1330)             | 프리드리히 '공정한' (1289?~1330)             | 프리드리히 '공정한' (1289?~1330)      | 프리드리히 '공정한' (1289?~1330)      |  |  | 레오폴트 1세 '오스트리아 공작' (1290~1326)   | 레오폴트 1세 '오스트리아 공작' (1290~1326)   | 레오폴트 1세 '오스트리아 공작' (1290~1326)   | 레오폴트 1세 '오스트리아 공작' (1290~1326)   | 레오폴트 1세 '오스트리아 공작' (1290~1326)   | 레오폴트 1세 '오스트리아 공작' (1290~1326)   |  |  | 알브레히트 2세 '오스트리아 공작' (1298~1358) | 알브레히트 2세 '오스트리아 공작' (1298~1358) | 알브레히트 2세 '오스트리아 공작' (1298~1358) | 알브레히트 2세 '오스트리아 공작' (1298~1358) | 알브레히트 2세 '오스트리아 공작' (1298~1358) | 알브레히트 2세 '오스트리아 공작' (1298~1358) |  |  | 하인리히 '친절한' 1299~1327                | 하인리히 '친절한' 1299~1327                | 하인리히 '친절한' 1299~1327                | 하인리히 '친절한' 1299~1327                | 하인리히 '친절한' 1299~1327                | 하인리히 '친절한' 1299~1327                |                                            |                                            | 오토 '오스트리아 공작' 1301~1339             | 오토 '오스트리아 공작' 1301~1339             | 오토 '오스트리아 공작' 1301~1339             | 오토 '오스트리아 공작' 1301~1339             | 오토 '오스트리아 공작' 1301~1339             | 오토 '오스트리아 공작' 1301~1339             |  |  | 요한 파리키다 (1290?~1312/1313)          | 요한 파리키다 (1290?~1312/1313)          | 요한 파리키다 (1290?~1312/1313)          | 요한 파리키다 (1290?~1312/1313)          | 요한 파리키다 (1290?~1312/1313)              | 요한 파리키다 (1290?~1312/1313)              |                                              |                                              |                                              |                                              |                                           |                                           |                                            |                                            |                                            |                                            |                                            |                                            |                                     |                                     |                                           |                                           |                                           |                                           |                                               |                                               |                                               |                                               |                                               |                                               |  |  |                                               |                                               |                                               |                                               |                                               |                                               |  |  |  |  |  |  |  |  |  |  |  |  |  |  |  |  |  |  |  |  |  |  |  |  |  |  |  |  |  |  |  |  |  |  |  |  |  |  |  |  |  |  |  |  |  |  |  |  |  |  |  |  |  |  |  |  |  |  |  |  |  |  |  |  |  |  |  |  |  |  |  |  |  |  |  |  |  |  |  |  |  |  |  |  |
|                                               |                                               |                                               |                                               |                                               |                                               |  |  |                                        |                                        |                                        |                                        |                                        |                                        |                                                 |                                                 |                                                 |                                                 |                                                 |                                                 |                                       |                                       |  |  |                                              |                                              |                                              |                                              |                                              |                                              |                                              |                                              |                                              |                                              |                                              |                                              |                                       |                                       |  |  |                                              |                                              |                                              |                                              |                                              |                                              |  |  |                                              |                                              |                                              |                                              |                                              |                                              |  |  |                                            |                                            |                                            |                                            |                                            |                                            |                                            |                                            |                                              |                                              |                                              |                                              |                                              |                                              |  |  |                                          |                                          |                                          |                                          |                                              |                                              |                                              |                                              |                                              |                                              |                                           |                                           |                                            |                                            |                                            |                                            |                                            |                                            |                                     |                                     |                                           |                                           |                                           |                                           |                                               |                                               |                                               |                                               |                                               |                                               |  |  |                                               |                                               |                                               |                                               |                                               |                                               |  |  |  |  |  |  |  |  |  |  |  |  |  |  |  |  |  |  |  |  |  |  |  |  |  |  |  |  |  |  |  |  |  |  |  |  |  |  |  |  |  |  |  |  |  |  |  |  |  |  |  |  |  |  |  |  |  |  |  |  |  |  |  |  |  |  |  |  |  |  |  |  |  |  |  |  |  |  |  |  |  |  |  |  |
|                                               |                                               |                                               |                                               |                                               |                                               |  |  |                                        |                                        |                                        |                                        |                                        |                                        |                                                 |                                                 |                                                 |                                                 |                                                 |                                                 |                                       |                                       |  |  | 알브레히트계                                 | 알브레히트계                                 | 알브레히트계                                 | 알브레히트계                                 | 알브레히트계                                 | 알브레히트계                                 |                                              |                                              |                                              |                                              |                                              |                                              |                                       |                                       |  |  |                                              |                                              |                                              |                                              |                                              |                                              |  |  | 레오폴트계                                   | 레오폴트계                                   | 레오폴트계                                   | 레오폴트계                                   | 레오폴트계                                   | 레오폴트계                                   |  |  |                                            |                                            |                                            |                                            |                                            |                                            |                                            |                                            |                                              |                                              |                                              |                                              |                                              |                                              |  |  |                                          |                                          |                                          |                                          |                                              |                                              |                                              |                                              |                                              |                                              |                                           |                                           |                                            |                                            |                                            |                                            |                                            |                                            |                                     |                                     |                                           |                                           |                                           |                                           |                                               |                                               |                                               |                                               |                                               |                                               |  |  |                                               |                                               |                                               |                                               |                                               |                                               |  |  |  |  |  |  |  |  |  |  |  |  |  |  |  |  |  |  |  |  |  |  |  |  |  |  |  |  |  |  |  |  |  |  |  |  |  |  |  |  |  |  |  |  |  |  |  |  |  |  |  |  |  |  |  |  |  |  |  |  |  |  |  |  |  |  |  |  |  |  |  |  |  |  |  |  |  |  |  |  |  |  |  |  |
|                                               |                                               |                                               |                                               |                                               |                                               |  |  | 루돌프 4세 '오스트리아 공작' 1339~1365 | 루돌프 4세 '오스트리아 공작' 1339~1365 | 루돌프 4세 '오스트리아 공작' 1339~1365 | 루돌프 4세 '오스트리아 공작' 1339~1365 | 루돌프 4세 '오스트리아 공작' 1339~1365 | 루돌프 4세 '오스트리아 공작' 1339~1365 |                                                 |                                                 | 프리드리히 3세 (1347–1362)                      | 프리드리히 3세 (1347–1362)                      | 프리드리히 3세 (1347–1362)                      | 프리드리히 3세 (1347–1362)                      | 프리드리히 3세 (1347–1362)            | 프리드리히 3세 (1347–1362)            |  |  | 알브레히트계                                 | 알브레히트계                                 | 알브레히트계                                 | 알브레히트계                                 | 알브레히트계                                 | 알브레히트계                                 | 알브레히트 3세 '오스트리아 공작' (1349~1395) | 알브레히트 3세 '오스트리아 공작' (1349~1395) | 알브레히트 3세 '오스트리아 공작' (1349~1395) | 알브레히트 3세 '오스트리아 공작' (1349~1395) | 알브레히트 3세 '오스트리아 공작' (1349~1395) | 알브레히트 3세 '오스트리아 공작' (1349~1395) |                                       |                                       |  |  |                                              |                                              |                                              |                                              |                                              |                                              |  |  | 레오폴트계                                   | 레오폴트계                                   | 레오폴트계                                   | 레오폴트계                                   | 레오폴트계                                   | 레오폴트계                                   |  |  |                                            |                                            |                                            |                                            | 레오폴트 3세 '오스트리아 공작' (1351~1386) | 레오폴트 3세 '오스트리아 공작' (1351~1386) | 레오폴트 3세 '오스트리아 공작' (1351~1386) | 레오폴트 3세 '오스트리아 공작' (1351~1386) | 레오폴트 3세 '오스트리아 공작' (1351~1386)   | 레오폴트 3세 '오스트리아 공작' (1351~1386)   |                                              |                                              |                                              |                                              |  |  |                                          |                                          |                                          |                                          | 프리드리히 2세 '오스트리아 공작' (1327~1344) | 프리드리히 2세 '오스트리아 공작' (1327~1344) | 프리드리히 2세 '오스트리아 공작' (1327~1344) | 프리드리히 2세 '오스트리아 공작' (1327~1344) | 프리드리히 2세 '오스트리아 공작' (1327~1344) | 프리드리히 2세 '오스트리아 공작' (1327~1344) |                                           |                                           | 레오폴트 2세 '오스트리아 공작' (1328~1344) | 레오폴트 2세 '오스트리아 공작' (1328~1344) | 레오폴트 2세 '오스트리아 공작' (1328~1344) | 레오폴트 2세 '오스트리아 공작' (1328~1344) | 레오폴트 2세 '오스트리아 공작' (1328~1344) | 레오폴트 2세 '오스트리아 공작' (1328~1344) |                                     |                                     |                                           |                                           |                                           |                                           |                                               |                                               |                                               |                                               |                                               |                                               |  |  |                                               |                                               |                                               |                                               |                                               |                                               |  |  |  |  |  |  |  |  |  |  |  |  |  |  |  |  |  |  |  |  |  |  |  |  |  |  |  |  |  |  |  |  |  |  |  |  |  |  |  |  |  |  |  |  |  |  |  |  |  |  |  |  |  |  |  |  |  |  |  |  |  |  |  |  |  |  |  |  |  |  |  |  |  |  |  |  |  |  |  |  |  |  |  |  |
|                                               |                                               |                                               |                                               |                                               |                                               |  |  | 루돌프 4세 '오스트리아 공작' 1339~1365 | 루돌프 4세 '오스트리아 공작' 1339~1365 | 루돌프 4세 '오스트리아 공작' 1339~1365 | 루돌프 4세 '오스트리아 공작' 1339~1365 | 루돌프 4세 '오스트리아 공작' 1339~1365 | 루돌프 4세 '오스트리아 공작' 1339~1365 |                                                 |                                                 | 프리드리히 3세 (1347–1362)                      | 프리드리히 3세 (1347–1362)                      | 프리드리히 3세 (1347–1362)                      | 프리드리히 3세 (1347–1362)                      | 프리드리히 3세 (1347–1362)            | 프리드리히 3세 (1347–1362)            |  |  |                                              |                                              |                                              |                                              |                                              |                                              | 알브레히트 3세 '오스트리아 공작' (1349~1395) | 알브레히트 3세 '오스트리아 공작' (1349~1395) | 알브레히트 3세 '오스트리아 공작' (1349~1395) | 알브레히트 3세 '오스트리아 공작' (1349~1395) | 알브레히트 3세 '오스트리아 공작' (1349~1395) | 알브레히트 3세 '오스트리아 공작' (1349~1395) |                                       |                                       |  |  |                                              |                                              |                                              |                                              |                                              |                                              |  |  |                                              |                                              |                                              |                                              |                                              |                                              |  |  |                                            |                                            |                                            |                                            | 레오폴트 3세 '오스트리아 공작' (1351~1386) | 레오폴트 3세 '오스트리아 공작' (1351~1386) | 레오폴트 3세 '오스트리아 공작' (1351~1386) | 레오폴트 3세 '오스트리아 공작' (1351~1386) | 레오폴트 3세 '오스트리아 공작' (1351~1386)   | 레오폴트 3세 '오스트리아 공작' (1351~1386)   |                                              |                                              |                                              |                                              |  |  |                                          |                                          |                                          |                                          | 프리드리히 2세 '오스트리아 공작' (1327~1344) | 프리드리히 2세 '오스트리아 공작' (1327~1344) | 프리드리히 2세 '오스트리아 공작' (1327~1344) | 프리드리히 2세 '오스트리아 공작' (1327~1344) | 프리드리히 2세 '오스트리아 공작' (1327~1344) | 프리드리히 2세 '오스트리아 공작' (1327~1344) |                                           |                                           | 레오폴트 2세 '오스트리아 공작' (1328~1344) | 레오폴트 2세 '오스트리아 공작' (1328~1344) | 레오폴트 2세 '오스트리아 공작' (1328~1344) | 레오폴트 2세 '오스트리아 공작' (1328~1344) | 레오폴트 2세 '오스트리아 공작' (1328~1344) | 레오폴트 2세 '오스트리아 공작' (1328~1344) |                                     |                                     |                                           |                                           |                                           |                                           |                                               |                                               |                                               |                                               |                                               |                                               |  |  |                                               |                                               |                                               |                                               |                                               |                                               |  |  |  |  |  |  |  |  |  |  |  |  |  |  |  |  |  |  |  |  |  |  |  |  |  |  |  |  |  |  |  |  |  |  |  |  |  |  |  |  |  |  |  |  |  |  |  |  |  |  |  |  |  |  |  |  |  |  |  |  |  |  |  |  |  |  |  |  |  |  |  |  |  |  |  |  |  |  |  |  |  |  |  |  |
|                                               |                                               |                                               |                                               |                                               |                                               |  |  |                                        |                                        |                                        |                                        |                                        |                                        |                                                 |                                                 |                                                 |                                                 |                                                 |                                                 |                                       |                                       |  |  |                                              |                                              |                                              |                                              |                                              |                                              |                                              |                                              |                                              |                                              |                                              |                                              |                                       |                                       |  |  |                                              |                                              |                                              |                                              |                                              |                                              |  |  |                                              |                                              |                                              |                                              |                                              |                                              |  |  |                                            |                                            |                                            |                                            |                                            |                                            |                                            |                                            |                                              |                                              |                                              |                                              |                                              |                                              |  |  |                                          |                                          |                                          |                                          |                                              |                                              |                                              |                                              |                                              |                                              |                                           |                                           |                                            |                                            |                                            |                                            |                                            |                                            |                                     |                                     |                                           |                                           |                                           |                                           |                                               |                                               |                                               |                                               |                                               |                                               |  |  |                                               |                                               |                                               |                                               |                                               |                                               |  |  |  |  |  |  |  |  |  |  |  |  |  |  |  |  |  |  |  |  |  |  |  |  |  |  |  |  |  |  |  |  |  |  |  |  |  |  |  |  |  |  |  |  |  |  |  |  |  |  |  |  |  |  |  |  |  |  |  |  |  |  |  |  |  |  |  |  |  |  |  |  |  |  |  |  |  |  |  |  |  |  |  |  |
|                                               |                                               |                                               |                                               |                                               |                                               |  |  |                                        |                                        |                                        |                                        |                                        |                                        |                                                 |                                                 |                                                 |                                                 |                                                 |                                                 |                                       |                                       |  |  | 알브레히트 4세 '오스트리아 공작' (1377~1404) | 알브레히트 4세 '오스트리아 공작' (1377~1404) | 알브레히트 4세 '오스트리아 공작' (1377~1404) | 알브레히트 4세 '오스트리아 공작' (1377~1404) | 알브레히트 4세 '오스트리아 공작' (1377~1404) | 알브레히트 4세 '오스트리아 공작' (1377~1404) |                                              |                                              | 빌헬름 '오스트리아 공작' (1370?~1406)        | 빌헬름 '오스트리아 공작' (1370?~1406)        | 빌헬름 '오스트리아 공작' (1370?~1406)        | 빌헬름 '오스트리아 공작' (1370?~1406)        | 빌헬름 '오스트리아 공작' (1370?~1406) | 빌헬름 '오스트리아 공작' (1370?~1406) |  |  | 레오폴트 4세 '오스트리아 공작' (1371~1411)   | 레오폴트 4세 '오스트리아 공작' (1371~1411)   | 레오폴트 4세 '오스트리아 공작' (1371~1411)   | 레오폴트 4세 '오스트리아 공작' (1371~1411)   | 레오폴트 4세 '오스트리아 공작' (1371~1411)   | 레오폴트 4세 '오스트리아 공작' (1371~1411)   |  |  | 에른스트 '오스트리아 공작' (1377~1424)       | 에른스트 '오스트리아 공작' (1377~1424)       | 에른스트 '오스트리아 공작' (1377~1424)       | 에른스트 '오스트리아 공작' (1377~1424)       | 에른스트 '오스트리아 공작' (1377~1424)       | 에른스트 '오스트리아 공작' (1377~1424)       |  |  |                                            |                                            |                                            |                                            |                                            |                                            |                                            |                                            | 프리드리히 4세 '오스트리아 공작' (1382~1439) | 프리드리히 4세 '오스트리아 공작' (1382~1439) | 프리드리히 4세 '오스트리아 공작' (1382~1439) | 프리드리히 4세 '오스트리아 공작' (1382~1439) | 프리드리히 4세 '오스트리아 공작' (1382~1439) | 프리드리히 4세 '오스트리아 공작' (1382~1439) |  |  |                                          |                                          |                                          |                                          |                                              |                                              |                                              |                                              |                                              |                                              |                                           |                                           |                                            |                                            |                                            |                                            |                                            |                                            |                                     |                                     |                                           |                                           |                                           |                                           |                                               |                                               |                                               |                                               |                                               |                                               |  |  |                                               |                                               |                                               |                                               |                                               |                                               |  |  |  |  |  |  |  |  |  |  |  |  |  |  |  |  |  |  |  |  |  |  |  |  |  |  |  |  |  |  |  |  |  |  |  |  |  |  |  |  |  |  |  |  |  |  |  |  |  |  |  |  |  |  |  |  |  |  |  |  |  |  |  |  |  |  |  |  |  |  |  |  |  |  |  |  |  |  |  |  |  |  |  |  |
|                                               |                                               |                                               |                                               |                                               |                                               |  |  |                                        |                                        |                                        |                                        |                                        |                                        |                                                 |                                                 |                                                 |                                                 |                                                 |                                                 |                                       |                                       |  |  | 알브레히트 4세 '오스트리아 공작' (1377~1404) | 알브레히트 4세 '오스트리아 공작' (1377~1404) | 알브레히트 4세 '오스트리아 공작' (1377~1404) | 알브레히트 4세 '오스트리아 공작' (1377~1404) | 알브레히트 4세 '오스트리아 공작' (1377~1404) | 알브레히트 4세 '오스트리아 공작' (1377~1404) |                                              |                                              | 빌헬름 '오스트리아 공작' (1370?~1406)        | 빌헬름 '오스트리아 공작' (1370?~1406)        | 빌헬름 '오스트리아 공작' (1370?~1406)        | 빌헬름 '오스트리아 공작' (1370?~1406)        | 빌헬름 '오스트리아 공작' (1370?~1406) | 빌헬름 '오스트리아 공작' (1370?~1406) |  |  | 레오폴트 4세 '오스트리아 공작' (1371~1411)   | 레오폴트 4세 '오스트리아 공작' (1371~1411)   | 레오폴트 4세 '오스트리아 공작' (1371~1411)   | 레오폴트 4세 '오스트리아 공작' (1371~1411)   | 레오폴트 4세 '오스트리아 공작' (1371~1411)   | 레오폴트 4세 '오스트리아 공작' (1371~1411)   |  |  | 에른스트 '오스트리아 공작' (1377~1424)       | 에른스트 '오스트리아 공작' (1377~1424)       | 에른스트 '오스트리아 공작' (1377~1424)       | 에른스트 '오스트리아 공작' (1377~1424)       | 에른스트 '오스트리아 공작' (1377~1424)       | 에른스트 '오스트리아 공작' (1377~1424)       |  |  |                                            |                                            |                                            |                                            |                                            |                                            |                                            |                                            | 프리드리히 4세 '오스트리아 공작' (1382~1439) | 프리드리히 4세 '오스트리아 공작' (1382~1439) | 프리드리히 4세 '오스트리아 공작' (1382~1439) | 프리드리히 4세 '오스트리아 공작' (1382~1439) | 프리드리히 4세 '오스트리아 공작' (1382~1439) | 프리드리히 4세 '오스트리아 공작' (1382~1439) |  |  |                                          |                                          |                                          |                                          |                                              |                                              |                                              |                                              |                                              |                                              |                                           |                                           |                                            |                                            |                                            |                                            |                                            |                                            |                                     |                                     |                                           |                                           |                                           |                                           |                                               |                                               |                                               |                                               |                                               |                                               |  |  |                                               |                                               |                                               |                                               |                                               |                                               |  |  |  |  |  |  |  |  |  |  |  |  |  |  |  |  |  |  |  |  |  |  |  |  |  |  |  |  |  |  |  |  |  |  |  |  |  |  |  |  |  |  |  |  |  |  |  |  |  |  |  |  |  |  |  |  |  |  |  |  |  |  |  |  |  |  |  |  |  |  |  |  |  |  |  |  |  |  |  |  |  |  |  |  |
|                                               |                                               |                                               |                                               |                                               |                                               |  |  |                                        |                                        |                                        |                                        |                                        |                                        |                                                 |                                                 |                                                 |                                                 |                                                 |                                                 |                                       |                                       |  |  |                                              |                                              |                                              |                                              |                                              |                                              |                                              |                                              |                                              |                                              |                                              |                                              |                                       |                                       |  |  |                                              |                                              |                                              |                                              |                                              |                                              |  |  |                                              |                                              |                                              |                                              |                                              |                                              |  |  |                                            |                                            |                                            |                                            |                                            |                                            |                                            |                                            |                                              |                                              |                                              |                                              |                                              |                                              |  |  |                                          |                                          |                                          |                                          |                                              |                                              |                                              |                                              |                                              |                                              |                                           |                                           |                                            |                                            |                                            |                                            |                                            |                                            |                                     |                                     |                                           |                                           |                                           |                                           |                                               |                                               |                                               |                                               |                                               |                                               |  |  |                                               |                                               |                                               |                                               |                                               |                                               |  |  |  |  |  |  |  |  |  |  |  |  |  |  |  |  |  |  |  |  |  |  |  |  |  |  |  |  |  |  |  |  |  |  |  |  |  |  |  |  |  |  |  |  |  |  |  |  |  |  |  |  |  |  |  |  |  |  |  |  |  |  |  |  |  |  |  |  |  |  |  |  |  |  |  |  |  |  |  |  |  |  |  |  |
|                                               |                                               |                                               |                                               |                                               |                                               |  |  |                                        |                                        |                                        |                                        |                                        |                                        |                                                 |                                                 |                                                 |                                                 |                                                 |                                                 |                                       |                                       |  |  | 알브레히트 2세 (1397~1439)                   | 알브레히트 2세 (1397~1439)                   | 알브레히트 2세 (1397~1439)                   | 알브레히트 2세 (1397~1439)                   | 알브레히트 2세 (1397~1439)                   | 알브레히트 2세 (1397~1439)                   |                                              |                                              |                                              |                                              |                                              |                                              |                                       |                                       |  |  |                                              |                                              |                                              |                                              |                                              |                                              |  |  | 프리드리히 3세 "신성로마황제" (1415~1493)    | 프리드리히 3세 "신성로마황제" (1415~1493)    | 프리드리히 3세 "신성로마황제" (1415~1493)    | 프리드리히 3세 "신성로마황제" (1415~1493)    | 프리드리히 3세 "신성로마황제" (1415~1493)    | 프리드리히 3세 "신성로마황제" (1415~1493)    |  |  | 알브레히트 4세 오스트리아 대공 (1418~1463) | 알브레히트 4세 오스트리아 대공 (1418~1463) | 알브레히트 4세 오스트리아 대공 (1418~1463) | 알브레히트 4세 오스트리아 대공 (1418~1463) | 알브레히트 4세 오스트리아 대공 (1418~1463) | 알브레히트 4세 오스트리아 대공 (1418~1463) |                                            |                                            | 지그문트 오스트리아 대공 (1427~1496)         | 지그문트 오스트리아 대공 (1427~1496)         | 지그문트 오스트리아 대공 (1427~1496)         | 지그문트 오스트리아 대공 (1427~1496)         | 지그문트 오스트리아 대공 (1427~1496)         | 지그문트 오스트리아 대공 (1427~1496)         |  |  |                                          |                                          |                                          |                                          |                                              |                                              |                                              |                                              |                                              |                                              |                                           |                                           |                                            |                                            |                                            |                                            |                                            |                                            |                                     |                                     |                                           |                                           |                                           |                                           |                                               |                                               |                                               |                                               |                                               |                                               |  |  |                                               |                                               |                                               |                                               |                                               |                                               |  |  |  |  |  |  |  |  |  |  |  |  |  |  |  |  |  |  |  |  |  |  |  |  |  |  |  |  |  |  |  |  |  |  |  |  |  |  |  |  |  |  |  |  |  |  |  |  |  |  |  |  |  |  |  |  |  |  |  |  |  |  |  |  |  |  |  |  |  |  |  |  |  |  |  |  |  |  |  |  |  |  |  |  |
|                                               |                                               |                                               |                                               |                                               |                                               |  |  |                                        |                                        |                                        |                                        |                                        |                                        |                                                 |                                                 |                                                 |                                                 |                                                 |                                                 |                                       |                                       |  |  | 알브레히트 2세 (1397~1439)                   | 알브레히트 2세 (1397~1439)                   | 알브레히트 2세 (1397~1439)                   | 알브레히트 2세 (1397~1439)                   | 알브레히트 2세 (1397~1439)                   | 알브레히트 2세 (1397~1439)                   |                                              |                                              |                                              |                                              |                                              |                                              |                                       |                                       |  |  |                                              |                                              |                                              |                                              |                                              |                                              |  |  | 프리드리히 3세 "신성로마황제" (1415~1493)    | 프리드리히 3세 "신성로마황제" (1415~1493)    | 프리드리히 3세 "신성로마황제" (1415~1493)    | 프리드리히 3세 "신성로마황제" (1415~1493)    | 프리드리히 3세 "신성로마황제" (1415~1493)    | 프리드리히 3세 "신성로마황제" (1415~1493)    |  |  | 알브레히트 4세 오스트리아 대공 (1418~1463) | 알브레히트 4세 오스트리아 대공 (1418~1463) | 알브레히트 4세 오스트리아 대공 (1418~1463) | 알브레히트 4세 오스트리아 대공 (1418~1463) | 알브레히트 4세 오스트리아 대공 (1418~1463) | 알브레히트 4세 오스트리아 대공 (1418~1463) |                                            |                                            | 지그문트 오스트리아 대공 (1427~1496)         | 지그문트 오스트리아 대공 (1427~1496)         | 지그문트 오스트리아 대공 (1427~1496)         | 지그문트 오스트리아 대공 (1427~1496)         | 지그문트 오스트리아 대공 (1427~1496)         | 지그문트 오스트리아 대공 (1427~1496)         |  |  |                                          |                                          |                                          |                                          |                                              |                                              |                                              |                                              |                                              |                                              |                                           |                                           |                                            |                                            |                                            |                                            |                                            |                                            |                                     |                                     |                                           |                                           |                                           |                                           |                                               |                                               |                                               |                                               |                                               |                                               |  |  |                                               |                                               |                                               |                                               |                                               |                                               |  |  |  |  |  |  |  |  |  |  |  |  |  |  |  |  |  |  |  |  |  |  |  |  |  |  |  |  |  |  |  |  |  |  |  |  |  |  |  |  |  |  |  |  |  |  |  |  |  |  |  |  |  |  |  |  |  |  |  |  |  |  |  |  |  |  |  |  |  |  |  |  |  |  |  |  |  |  |  |  |  |  |  |  |
|                                               |                                               |                                               |                                               |                                               |                                               |  |  |                                        |                                        |                                        |                                        |                                        |                                        |                                                 |                                                 |                                                 |                                                 |                                                 |                                                 |                                       |                                       |  |  | 라디슬라우스 포스투무스 (1440~1457)          | 라디슬라우스 포스투무스 (1440~1457)          | 라디슬라우스 포스투무스 (1440~1457)          | 라디슬라우스 포스투무스 (1440~1457)          | 라디슬라우스 포스투무스 (1440~1457)          | 라디슬라우스 포스투무스 (1440~1457)          |                                              |                                              |                                              |                                              |                                              |                                              |                                       |                                       |  |  |                                              |                                              |                                              |                                              |                                              |                                              |  |  | 막시밀리안 1세 "신성로마황제" (1459~1519)    | 막시밀리안 1세 "신성로마황제" (1459~1519)    | 막시밀리안 1세 "신성로마황제" (1459~1519)    | 막시밀리안 1세 "신성로마황제" (1459~1519)    | 막시밀리안 1세 "신성로마황제" (1459~1519)    | 막시밀리안 1세 "신성로마황제" (1459~1519)    |  |  |                                            |                                            |                                            |                                            |                                            |                                            |                                            |                                            |                                              |                                              |                                              |                                              |                                              |                                              |  |  |                                          |                                          |                                          |                                          |                                              |                                              |                                              |                                              |                                              |                                              |                                           |                                           |                                            |                                            |                                            |                                            |                                            |                                            |                                     |                                     |                                           |                                           |                                           |                                           |                                               |                                               |                                               |                                               |                                               |                                               |  |  |                                               |                                               |                                               |                                               |                                               |                                               |  |  |  |  |  |  |  |  |  |  |  |  |  |  |  |  |  |  |  |  |  |  |  |  |  |  |  |  |  |  |  |  |  |  |  |  |  |  |  |  |  |  |  |  |  |  |  |  |  |  |  |  |  |  |  |  |  |  |  |  |  |  |  |  |  |  |  |  |  |  |  |  |  |  |  |  |  |  |  |  |  |  |  |  |
|                                               |                                               |                                               |                                               |                                               |                                               |  |  |                                        |                                        |                                        |                                        |                                        |                                        |                                                 |                                                 |                                                 |                                                 |                                                 |                                                 |                                       |                                       |  |  | 라디슬라우스 포스투무스 (1440~1457)          | 라디슬라우스 포스투무스 (1440~1457)          | 라디슬라우스 포스투무스 (1440~1457)          | 라디슬라우스 포스투무스 (1440~1457)          | 라디슬라우스 포스투무스 (1440~1457)          | 라디슬라우스 포스투무스 (1440~1457)          |                                              |                                              |                                              |                                              |                                              |                                              |                                       |                                       |  |  |                                              |                                              |                                              |                                              |                                              |                                              |  |  | 막시밀리안 1세 "신성로마황제" (1459~1519)    | 막시밀리안 1세 "신성로마황제" (1459~1519)    | 막시밀리안 1세 "신성로마황제" (1459~1519)    | 막시밀리안 1세 "신성로마황제" (1459~1519)    | 막시밀리안 1세 "신성로마황제" (1459~1519)    | 막시밀리안 1세 "신성로마황제" (1459~1519)    |  |  |                                            |                                            |                                            |                                            |                                            |                                            |                                            |                                            |                                              |                                              |                                              |                                              |                                              |                                              |  |  |                                          |                                          |                                          |                                          |                                              |                                              |                                              |                                              |                                              |                                              |                                           |                                           |                                            |                                            |                                            |                                            |                                            |                                            |                                     |                                     |                                           |                                           |                                           |                                           |                                               |                                               |                                               |                                               |                                               |                                               |  |  |                                               |                                               |                                               |                                               |                                               |                                               |  |  |  |  |  |  |  |  |  |  |  |  |  |  |  |  |  |  |  |  |  |  |  |  |  |  |  |  |  |  |  |  |  |  |  |  |  |  |  |  |  |  |  |  |  |  |  |  |  |  |  |  |  |  |  |  |  |  |  |  |  |  |  |  |  |  |  |  |  |  |  |  |  |  |  |  |  |  |  |  |  |  |  |  |
|                                               |                                               |                                               |                                               |                                               |                                               |  |  |                                        |                                        |                                        |                                        |                                        |                                        |                                                 |                                                 |                                                 |                                                 |                                                 |                                                 |                                       |                                       |  |  |                                              |                                              |                                              |                                              |                                              |                                              |                                              |                                              |                                              |                                              |                                              |                                              |                                       |                                       |  |  |                                              |                                              |                                              |                                              |                                              |                                              |  |  | 필리프 (카스티야의 펠리페 1세) (1478~1506)   |                                              |                                              |                                              |                                              |                                              |  |  |                                            |                                            |                                            |                                            |                                            |                                            |                                            |                                            |                                              |                                              |                                              |                                              |                                              |                                              |  |  |                                          |                                          |                                          |                                          |                                              |                                              |                                              |                                              |                                              |                                              |                                           |                                           |                                            |                                            |                                            |                                            |                                            |                                            |                                     |                                     |                                           |                                           |                                           |                                           |                                               |                                               |                                               |                                               |                                               |                                               |  |  |                                               |                                               |                                               |                                               |                                               |                                               |  |  |  |  |  |  |  |  |  |  |  |  |  |  |  |  |  |  |  |  |  |  |  |  |  |  |  |  |  |  |  |  |  |  |  |  |  |  |  |  |  |  |  |  |  |  |  |  |  |  |  |  |  |  |  |  |  |  |  |  |  |  |  |  |  |  |  |  |  |  |  |  |  |  |  |  |  |  |  |  |  |  |  |  |
|                                               |                                               |                                               |                                               |                                               |                                               |  |  |                                        |                                        |                                        |                                        |                                        |                                        |                                                 |                                                 |                                                 |                                                 |                                                 |                                                 |                                       |                                       |  |  |                                              |                                              |                                              |                                              |                                              |                                              |                                              |                                              |                                              |                                              |                                              |                                              |                                       |                                       |  |  |                                              |                                              |                                              |                                              |                                              |                                              |  |  |                                              |                                              |                                              |                                              |                                              |                                              |  |  |                                            |                                            |                                            |                                            |                                            |                                            |                                            |                                            |                                              |                                              |                                              |                                              |                                              |                                              |  |  |                                          |                                          |                                          |                                          |                                              |                                              |                                              |                                              |                                              |                                              |                                           |                                           |                                            |                                            |                                            |                                            |                                            |                                            |                                     |                                     |                                           |                                           |                                           |                                           |                                               |                                               |                                               |                                               |                                               |                                               |  |  |                                               |                                               |                                               |                                               |                                               |                                               |  |  |  |  |  |  |  |  |  |  |  |  |  |  |  |  |  |  |  |  |  |  |  |  |  |  |  |  |  |  |  |  |  |  |  |  |  |  |  |  |  |  |  |  |  |  |  |  |  |  |  |  |  |  |  |  |  |  |  |  |  |  |  |  |  |  |  |  |  |  |  |  |  |  |  |  |  |  |  |  |  |  |  |  |
|                                               |                                               |                                               |                                               |                                               |                                               |  |  |                                        |                                        |                                        |                                        |                                        |                                        |                                                 |                                                 |                                                 |                                                 |                                                 |                                                 |                                       |                                       |  |  |                                              |                                              |                                              |                                              |                                              |                                              |                                              |                                              |                                              |                                              |                                              |                                              |                                       |                                       |  |  |                                              |                                              |                                              |                                              |                                              |                                              |  |  |                                              |                                              |                                              |                                              |                                              |                                              |  |  |                                            |                                            |                                            |                                            |                                            |                                            |                                            |                                            |                                              |                                              |                                              |                                              |                                              |                                              |  |  |                                          |                                          |                                          |                                          |                                              |                                              |                                              |                                              |                                              |                                              |                                           |                                           |                                            |                                            |                                            |                                            |                                            |                                            |                                     |                                     |                                           |                                           |                                           |                                           |                                               |                                               |                                               |                                               |                                               |                                               |  |  |                                               |                                               |                                               |                                               |                                               |                                               |  |  |  |  |  |  |  |  |  |  |  |  |  |  |  |  |  |  |  |  |  |  |  |  |  |  |  |  |  |  |  |  |  |  |  |  |  |  |  |  |  |  |  |  |  |  |  |  |  |  |  |  |  |  |  |  |  |  |  |  |  |  |  |  |  |  |  |  |  |  |  |  |  |  |  |  |  |  |  |  |  |  |  |  |
|                                               |                                               |                                               |                                               |                                               |                                               |  |  | 스페인 / 이베리아 계                   | 스페인 / 이베리아 계                   | 스페인 / 이베리아 계                   | 스페인 / 이베리아 계                   | 스페인 / 이베리아 계                   | 스페인 / 이베리아 계                   |                                                 |                                                 |                                                 |                                                 |                                                 |                                                 |                                       |                                       |  |  |                                              |                                              |                                              |                                              |                                              |                                              |                                              |                                              |                                              |                                              |                                              |                                              |                                       |                                       |  |  |                                              |                                              |                                              |                                              |                                              |                                              |  |  |                                              |                                              |                                              |                                              |                                              |                                              |  |  |                                            |                                            |                                            |                                            |                                            |                                            |                                            |                                            |                                              |                                              |                                              |                                              |                                              |                                              |  |  |                                          |                                          |                                          |                                          |                                              |                                              |                                              |                                              | 오스트리아 / 신성로마제국 계                 | 오스트리아 / 신성로마제국 계                 | 오스트리아 / 신성로마제국 계              | 오스트리아 / 신성로마제국 계              | 오스트리아 / 신성로마제국 계               | 오스트리아 / 신성로마제국 계               |                                            |                                            |                                            |                                            |                                     |                                     |                                           |                                           |                                           |                                           |                                               |                                               |                                               |                                               |                                               |                                               |  |  |                                               |                                               |                                               |                                               |                                               |                                               |  |  |  |  |  |  |  |  |  |  |  |  |  |  |  |  |  |  |  |  |  |  |  |  |  |  |  |  |  |  |  |  |  |  |  |  |  |  |  |  |  |  |  |  |  |  |  |  |  |  |  |  |  |  |  |  |  |  |  |  |  |  |  |  |  |  |  |  |  |  |  |  |  |  |  |  |  |  |  |  |  |  |  |  |
|                                               |                                               |                                               |                                               |                                               |                                               |  |  | 스페인 / 이베리아 계                   | 스페인 / 이베리아 계                   | 스페인 / 이베리아 계                   | 스페인 / 이베리아 계                   | 스페인 / 이베리아 계                   | 스페인 / 이베리아 계                   | 카를 5세 "스페인 왕" "신성로마황제" (1500~1558) | 카를 5세 "스페인 왕" "신성로마황제" (1500~1558) | 카를 5세 "스페인 왕" "신성로마황제" (1500~1558) | 카를 5세 "스페인 왕" "신성로마황제" (1500~1558) | 카를 5세 "스페인 왕" "신성로마황제" (1500~1558) | 카를 5세 "스페인 왕" "신성로마황제" (1500~1558) |                                       |                                       |  |  |                                              |                                              |                                              |                                              |                                              |                                              |                                              |                                              |                                              |                                              |                                              |                                              |                                       |                                       |  |  |                                              |                                              |                                              |                                              |                                              |                                              |  |  |                                              |                                              |                                              |                                              |                                              |                                              |  |  |                                            |                                            |                                            |                                            |                                            |                                            |                                            |                                            |                                              |                                              |                                              |                                              |                                              |                                              |  |  |                                          |                                          |                                          |                                          |                                              |                                              |                                              |                                              | 오스트리아 / 신성로마제국 계                 | 오스트리아 / 신성로마제국 계                 | 오스트리아 / 신성로마제국 계              | 오스트리아 / 신성로마제국 계              | 오스트리아 / 신성로마제국 계               | 오스트리아 / 신성로마제국 계               |                                            |                                            |                                            |                                            |                                     |                                     | 페르디난트 1세 "신성로마황제" (1503~1564) | 페르디난트 1세 "신성로마황제" (1503~1564) | 페르디난트 1세 "신성로마황제" (1503~1564) | 페르디난트 1세 "신성로마황제" (1503~1564) | 페르디난트 1세 "신성로마황제" (1503~1564)     | 페르디난트 1세 "신성로마황제" (1503~1564)     |                                               |                                               |                                               |                                               |  |  |                                               |                                               |                                               |                                               |                                               |                                               |  |  |  |  |  |  |  |  |  |  |  |  |  |  |  |  |  |  |  |  |  |  |  |  |  |  |  |  |  |  |  |  |  |  |  |  |  |  |  |  |  |  |  |  |  |  |  |  |  |  |  |  |  |  |  |  |  |  |  |  |  |  |  |  |  |  |  |  |  |  |  |  |  |  |  |  |  |  |  |  |  |  |  |  |
|                                               |                                               |                                               |                                               |                                               |                                               |  |  |                                        |                                        |                                        |                                        |                                        |                                        | 카를 5세 "스페인 왕" "신성로마황제" (1500~1558) | 카를 5세 "스페인 왕" "신성로마황제" (1500~1558) | 카를 5세 "스페인 왕" "신성로마황제" (1500~1558) | 카를 5세 "스페인 왕" "신성로마황제" (1500~1558) | 카를 5세 "스페인 왕" "신성로마황제" (1500~1558) | 카를 5세 "스페인 왕" "신성로마황제" (1500~1558) |                                       |                                       |  |  |                                              |                                              |                                              |                                              |                                              |                                              |                                              |                                              |                                              |                                              |                                              |                                              |                                       |                                       |  |  |                                              |                                              |                                              |                                              |                                              |                                              |  |  |                                              |                                              |                                              |                                              |                                              |                                              |  |  |                                            |                                            |                                            |                                            |                                            |                                            |                                            |                                            |                                              |                                              |                                              |                                              |                                              |                                              |  |  |                                          |                                          |                                          |                                          |                                              |                                              |                                              |                                              |                                              |                                              |                                           |                                           |                                            |                                            |                                            |                                            |                                            |                                            |                                     |                                     | 페르디난트 1세 "신성로마황제" (1503~1564) | 페르디난트 1세 "신성로마황제" (1503~1564) | 페르디난트 1세 "신성로마황제" (1503~1564) | 페르디난트 1세 "신성로마황제" (1503~1564) | 페르디난트 1세 "신성로마황제" (1503~1564)     | 페르디난트 1세 "신성로마황제" (1503~1564)     |                                               |                                               |                                               |                                               |  |  |                                               |                                               |                                               |                                               |                                               |                                               |  |  |  |  |  |  |  |  |  |  |  |  |  |  |  |  |  |  |  |  |  |  |  |  |  |  |  |  |  |  |  |  |  |  |  |  |  |  |  |  |  |  |  |  |  |  |  |  |  |  |  |  |  |  |  |  |  |  |  |  |  |  |  |  |  |  |  |  |  |  |  |  |  |  |  |  |  |  |  |  |  |  |  |  |
|                                               |                                               |                                               |                                               |                                               |                                               |  |  |                                        |                                        |                                        |                                        |                                        |                                        |                                                 |                                                 |                                                 |                                                 |                                                 |                                                 |                                       |                                       |  |  |                                              |                                              |                                              |                                              |                                              |                                              |                                              |                                              |                                              |                                              |                                              |                                              |                                       |                                       |  |  |                                              |                                              |                                              |                                              |                                              |                                              |  |  |                                              |                                              |                                              |                                              |                                              |                                              |  |  |                                            |                                            |                                            |                                            |                                            |                                            |                                            |                                            |                                              |                                              |                                              |                                              |                                              |                                              |  |  |                                          |                                          |                                          |                                          |                                              |                                              |                                              |                                              |                                              |                                              |                                           |                                           |                                            |                                            |                                            |                                            |                                            |                                            |                                     |                                     |                                           |                                           |                                           |                                           |                                               |                                               |                                               |                                               |                                               |                                               |  |  |                                               |                                               |                                               |                                               |                                               |                                               |  |  |  |  |  |  |  |  |  |  |  |  |  |  |  |  |  |  |  |  |  |  |  |  |  |  |  |  |  |  |  |  |  |  |  |  |  |  |  |  |  |  |  |  |  |  |  |  |  |  |  |  |  |  |  |  |  |  |  |  |  |  |  |  |  |  |  |  |  |  |  |  |  |  |  |  |  |  |  |  |  |  |  |  |
|                                               |                                               |                                               |                                               |                                               |                                               |  |  | 펠리페 2세 "스페인 왕" (1527~1598)     | 펠리페 2세 "스페인 왕" (1527~1598)     | 펠리페 2세 "스페인 왕" (1527~1598)     | 펠리페 2세 "스페인 왕" (1527~1598)     | 펠리페 2세 "스페인 왕" (1527~1598)     | 펠리페 2세 "스페인 왕" (1527~1598)     |                                                 |                                                 |                                                 |                                                 |                                                 |                                                 |                                       |                                       |  |  |                                              |                                              |                                              |                                              |                                              |                                              |                                              |                                              |                                              |                                              |                                              |                                              |                                       |                                       |  |  | 막시밀리안 2세 "신성로마황제" (1527~1576)    | 막시밀리안 2세 "신성로마황제" (1527~1576)    | 막시밀리안 2세 "신성로마황제" (1527~1576)    | 막시밀리안 2세 "신성로마황제" (1527~1576)    | 막시밀리안 2세 "신성로마황제" (1527~1576)    | 막시밀리안 2세 "신성로마황제" (1527~1576)    |  |  |                                              |                                              |                                              |                                              |                                              |                                              |  |  |                                            |                                            |                                            |                                            |                                            |                                            |                                            |                                            | 페르디난트 2세 '오스트리아 대공' (1529~1595) | 페르디난트 2세 '오스트리아 대공' (1529~1595) | 페르디난트 2세 '오스트리아 대공' (1529~1595) | 페르디난트 2세 '오스트리아 대공' (1529~1595) | 페르디난트 2세 '오스트리아 대공' (1529~1595) | 페르디난트 2세 '오스트리아 대공' (1529~1595) |  |  |                                          |                                          |                                          |                                          |                                              |                                              |                                              |                                              | 카를 2세 '오스트리아 대공' (1540~1590)       | 카를 2세 '오스트리아 대공' (1540~1590)       | 카를 2세 '오스트리아 대공' (1540~1590)    | 카를 2세 '오스트리아 대공' (1540~1590)    | 카를 2세 '오스트리아 대공' (1540~1590)     | 카를 2세 '오스트리아 대공' (1540~1590)     |                                            |                                            |                                            |                                            |                                     |                                     |                                           |                                           |                                           |                                           |                                               |                                               |                                               |                                               |                                               |                                               |  |  |                                               |                                               |                                               |                                               |                                               |                                               |  |  |  |  |  |  |  |  |  |  |  |  |  |  |  |  |  |  |  |  |  |  |  |  |  |  |  |  |  |  |  |  |  |  |  |  |  |  |  |  |  |  |  |  |  |  |  |  |  |  |  |  |  |  |  |  |  |  |  |  |  |  |  |  |  |  |  |  |  |  |  |  |  |  |  |  |  |  |  |  |  |  |  |  |
|                                               |                                               |                                               |                                               |                                               |                                               |  |  | 펠리페 2세 "스페인 왕" (1527~1598)     | 펠리페 2세 "스페인 왕" (1527~1598)     | 펠리페 2세 "스페인 왕" (1527~1598)     | 펠리페 2세 "스페인 왕" (1527~1598)     | 펠리페 2세 "스페인 왕" (1527~1598)     | 펠리페 2세 "스페인 왕" (1527~1598)     |                                                 |                                                 |                                                 |                                                 |                                                 |                                                 |                                       |                                       |  |  |                                              |                                              |                                              |                                              |                                              |                                              |                                              |                                              |                                              |                                              |                                              |                                              |                                       |                                       |  |  | 막시밀리안 2세 "신성로마황제" (1527~1576)    | 막시밀리안 2세 "신성로마황제" (1527~1576)    | 막시밀리안 2세 "신성로마황제" (1527~1576)    | 막시밀리안 2세 "신성로마황제" (1527~1576)    | 막시밀리안 2세 "신성로마황제" (1527~1576)    | 막시밀리안 2세 "신성로마황제" (1527~1576)    |  |  |                                              |                                              |                                              |                                              |                                              |                                              |  |  |                                            |                                            |                                            |                                            |                                            |                                            |                                            |                                            | 페르디난트 2세 '오스트리아 대공' (1529~1595) | 페르디난트 2세 '오스트리아 대공' (1529~1595) | 페르디난트 2세 '오스트리아 대공' (1529~1595) | 페르디난트 2세 '오스트리아 대공' (1529~1595) | 페르디난트 2세 '오스트리아 대공' (1529~1595) | 페르디난트 2세 '오스트리아 대공' (1529~1595) |  |  |                                          |                                          |                                          |                                          |                                              |                                              |                                              |                                              | 카를 2세 '오스트리아 대공' (1540~1590)       | 카를 2세 '오스트리아 대공' (1540~1590)       | 카를 2세 '오스트리아 대공' (1540~1590)    | 카를 2세 '오스트리아 대공' (1540~1590)    | 카를 2세 '오스트리아 대공' (1540~1590)     | 카를 2세 '오스트리아 대공' (1540~1590)     |                                            |                                            |                                            |                                            |                                     |                                     |                                           |                                           |                                           |                                           |                                               |                                               |                                               |                                               |                                               |                                               |  |  |                                               |                                               |                                               |                                               |                                               |                                               |  |  |  |  |  |  |  |  |  |  |  |  |  |  |  |  |  |  |  |  |  |  |  |  |  |  |  |  |  |  |  |  |  |  |  |  |  |  |  |  |  |  |  |  |  |  |  |  |  |  |  |  |  |  |  |  |  |  |  |  |  |  |  |  |  |  |  |  |  |  |  |  |  |  |  |  |  |  |  |  |  |  |  |  |
|                                               |                                               |                                               |                                               |                                               |                                               |  |  |                                        |                                        |                                        |                                        |                                        |                                        |                                                 |                                                 |                                                 |                                                 |                                                 |                                                 |                                       |                                       |  |  |                                              |                                              |                                              |                                              |                                              |                                              |                                              |                                              |                                              |                                              |                                              |                                              |                                       |                                       |  |  |                                              |                                              |                                              |                                              |                                              |                                              |  |  |                                              |                                              |                                              |                                              |                                              |                                              |  |  |                                            |                                            |                                            |                                            |                                            |                                            |                                            |                                            |                                              |                                              |                                              |                                              |                                              |                                              |  |  |                                          |                                          |                                          |                                          |                                              |                                              |                                              |                                              |                                              |                                              |                                           |                                           |                                            |                                            |                                            |                                            |                                            |                                            |                                     |                                     |                                           |                                           |                                           |                                           |                                               |                                               |                                               |                                               |                                               |                                               |  |  |                                               |                                               |                                               |                                               |                                               |                                               |  |  |  |  |  |  |  |  |  |  |  |  |  |  |  |  |  |  |  |  |  |  |  |  |  |  |  |  |  |  |  |  |  |  |  |  |  |  |  |  |  |  |  |  |  |  |  |  |  |  |  |  |  |  |  |  |  |  |  |  |  |  |  |  |  |  |  |  |  |  |  |  |  |  |  |  |  |  |  |  |  |  |  |  |
| 카를로스 '아스투리아스 공' (1545~1568)        | 카를로스 '아스투리아스 공' (1545~1568)        | 카를로스 '아스투리아스 공' (1545~1568)        | 카를로스 '아스투리아스 공' (1545~1568)        | 카를로스 '아스투리아스 공' (1545~1568)        | 카를로스 '아스투리아스 공' (1545~1568)        |  |  | 펠리페 3세 "스페인 왕" (1578~1621)     | 펠리페 3세 "스페인 왕" (1578~1621)     | 펠리페 3세 "스페인 왕" (1578~1621)     | 펠리페 3세 "스페인 왕" (1578~1621)     | 펠리페 3세 "스페인 왕" (1578~1621)     | 펠리페 3세 "스페인 왕" (1578~1621)     |                                                 |                                                 | 루돌프 2세 "신성로마황제" (1552~1612)           | 루돌프 2세 "신성로마황제" (1552~1612)           | 루돌프 2세 "신성로마황제" (1552~1612)           | 루돌프 2세 "신성로마황제" (1552~1612)           | 루돌프 2세 "신성로마황제" (1552~1612) | 루돌프 2세 "신성로마황제" (1552~1612) |  |  | 에른스트 (1553~1595                          | 에른스트 (1553~1595                          | 에른스트 (1553~1595                          | 에른스트 (1553~1595                          | 에른스트 (1553~1595                          | 에른스트 (1553~1595                          |                                              |                                              | 마티아스 "신성로마황제" 1557–1619            | 마티아스 "신성로마황제" 1557–1619            | 마티아스 "신성로마황제" 1557–1619            | 마티아스 "신성로마황제" 1557–1619            | 마티아스 "신성로마황제" 1557–1619     | 마티아스 "신성로마황제" 1557–1619     |  |  | 막시밀리안 3세 '오스트리아 대공' (1558~1618) | 막시밀리안 3세 '오스트리아 대공' (1558~1618) | 막시밀리안 3세 '오스트리아 대공' (1558~1618) | 막시밀리안 3세 '오스트리아 대공' (1558~1618) | 막시밀리안 3세 '오스트리아 대공' (1558~1618) | 막시밀리안 3세 '오스트리아 대공' (1558~1618) |  |  | 알브레히트 7세 '오스트리아 대공' (1559~1621) | 알브레히트 7세 '오스트리아 대공' (1559~1621) | 알브레히트 7세 '오스트리아 대공' (1559~1621) | 알브레히트 7세 '오스트리아 대공' (1559~1621) | 알브레히트 7세 '오스트리아 대공' (1559~1621) | 알브레히트 7세 '오스트리아 대공' (1559~1621) |  |  | 바센슬라우스 '오스트리아 대공' (1561~1578) | 바센슬라우스 '오스트리아 대공' (1561~1578) | 바센슬라우스 '오스트리아 대공' (1561~1578) | 바센슬라우스 '오스트리아 대공' (1561~1578) | 바센슬라우스 '오스트리아 대공' (1561~1578) | 바센슬라우스 '오스트리아 대공' (1561~1578) |                                            |                                            | 안드레아스 부르가우 변경백 (1558~1600)       | 안드레아스 부르가우 변경백 (1558~1600)       | 안드레아스 부르가우 변경백 (1558~1600)       | 안드레아스 부르가우 변경백 (1558~1600)       | 안드레아스 부르가우 변경백 (1558~1600)       | 안드레아스 부르가우 변경백 (1558~1600)       |  |  | 카를 부르가우 변경백 (1560~1618)         | 카를 부르가우 변경백 (1560~1618)         | 카를 부르가우 변경백 (1560~1618)         | 카를 부르가우 변경백 (1560~1618)         | 카를 부르가우 변경백 (1560~1618)             | 카를 부르가우 변경백 (1560~1618)             |                                              |                                              | 페르디난트 2세 "신성로마황제" 1578–1637      | 페르디난트 2세 "신성로마황제" 1578–1637      | 페르디난트 2세 "신성로마황제" 1578–1637   | 페르디난트 2세 "신성로마황제" 1578–1637   | 페르디난트 2세 "신성로마황제" 1578–1637    | 페르디난트 2세 "신성로마황제" 1578–1637    |                                            |                                            | 막시밀리안 에른스트 (1583~1616             | 막시밀리안 에른스트 (1583~1616             | 막시밀리안 에른스트 (1583~1616      | 막시밀리안 에른스트 (1583~1616      | 막시밀리안 에른스트 (1583~1616            | 막시밀리안 에른스트 (1583~1616            |                                           |                                           | 레오폴트 5세 '오스트리아 대공' (1586~1632)    | 레오폴트 5세 '오스트리아 대공' (1586~1632)    | 레오폴트 5세 '오스트리아 대공' (1586~1632)    | 레오폴트 5세 '오스트리아 대공' (1586~1632)    | 레오폴트 5세 '오스트리아 대공' (1586~1632)    | 레오폴트 5세 '오스트리아 대공' (1586~1632)    |  |  | 카를 (1590~1624)                              | 카를 (1590~1624)                              | 카를 (1590~1624)                              | 카를 (1590~1624)                              | 카를 (1590~1624)                              | 카를 (1590~1624)                              |  |  |  |  |  |  |  |  |  |  |  |  |  |  |  |  |  |  |  |  |  |  |  |  |  |  |  |  |  |  |  |  |  |  |  |  |  |  |  |  |  |  |  |  |  |  |  |  |  |  |  |  |  |  |  |  |  |  |  |  |  |  |  |  |  |  |  |  |  |  |  |  |  |  |  |  |  |  |  |  |  |  |  |  |
| 카를로스 '아스투리아스 공' (1545~1568)        | 카를로스 '아스투리아스 공' (1545~1568)        | 카를로스 '아스투리아스 공' (1545~1568)        | 카를로스 '아스투리아스 공' (1545~1568)        | 카를로스 '아스투리아스 공' (1545~1568)        | 카를로스 '아스투리아스 공' (1545~1568)        |  |  | 펠리페 3세 "스페인 왕" (1578~1621)     | 펠리페 3세 "스페인 왕" (1578~1621)     | 펠리페 3세 "스페인 왕" (1578~1621)     | 펠리페 3세 "스페인 왕" (1578~1621)     | 펠리페 3세 "스페인 왕" (1578~1621)     | 펠리페 3세 "스페인 왕" (1578~1621)     |                                                 |                                                 | 루돌프 2세 "신성로마황제" (1552~1612)           | 루돌프 2세 "신성로마황제" (1552~1612)           | 루돌프 2세 "신성로마황제" (1552~1612)           | 루돌프 2세 "신성로마황제" (1552~1612)           | 루돌프 2세 "신성로마황제" (1552~1612) | 루돌프 2세 "신성로마황제" (1552~1612) |  |  | 에른스트 (1553~1595                          | 에른스트 (1553~1595                          | 에른스트 (1553~1595                          | 에른스트 (1553~1595                          | 에른스트 (1553~1595                          | 에른스트 (1553~1595                          |                                              |                                              | 마티아스 "신성로마황제" 1557–1619            | 마티아스 "신성로마황제" 1557–1619            | 마티아스 "신성로마황제" 1557–1619            | 마티아스 "신성로마황제" 1557–1619            | 마티아스 "신성로마황제" 1557–1619     | 마티아스 "신성로마황제" 1557–1619     |  |  | 막시밀리안 3세 '오스트리아 대공' (1558~1618) | 막시밀리안 3세 '오스트리아 대공' (1558~1618) | 막시밀리안 3세 '오스트리아 대공' (1558~1618) | 막시밀리안 3세 '오스트리아 대공' (1558~1618) | 막시밀리안 3세 '오스트리아 대공' (1558~1618) | 막시밀리안 3세 '오스트리아 대공' (1558~1618) |  |  | 알브레히트 7세 '오스트리아 대공' (1559~1621) | 알브레히트 7세 '오스트리아 대공' (1559~1621) | 알브레히트 7세 '오스트리아 대공' (1559~1621) | 알브레히트 7세 '오스트리아 대공' (1559~1621) | 알브레히트 7세 '오스트리아 대공' (1559~1621) | 알브레히트 7세 '오스트리아 대공' (1559~1621) |  |  | 바센슬라우스 '오스트리아 대공' (1561~1578) | 바센슬라우스 '오스트리아 대공' (1561~1578) | 바센슬라우스 '오스트리아 대공' (1561~1578) | 바센슬라우스 '오스트리아 대공' (1561~1578) | 바센슬라우스 '오스트리아 대공' (1561~1578) | 바센슬라우스 '오스트리아 대공' (1561~1578) |                                            |                                            | 안드레아스 부르가우 변경백 (1558~1600)       | 안드레아스 부르가우 변경백 (1558~1600)       | 안드레아스 부르가우 변경백 (1558~1600)       | 안드레아스 부르가우 변경백 (1558~1600)       | 안드레아스 부르가우 변경백 (1558~1600)       | 안드레아스 부르가우 변경백 (1558~1600)       |  |  | 카를 부르가우 변경백 (1560~1618)         | 카를 부르가우 변경백 (1560~1618)         | 카를 부르가우 변경백 (1560~1618)         | 카를 부르가우 변경백 (1560~1618)         | 카를 부르가우 변경백 (1560~1618)             | 카를 부르가우 변경백 (1560~1618)             |                                              |                                              | 페르디난트 2세 "신성로마황제" 1578–1637      | 페르디난트 2세 "신성로마황제" 1578–1637      | 페르디난트 2세 "신성로마황제" 1578–1637   | 페르디난트 2세 "신성로마황제" 1578–1637   | 페르디난트 2세 "신성로마황제" 1578–1637    | 페르디난트 2세 "신성로마황제" 1578–1637    |                                            |                                            | 막시밀리안 에른스트 (1583~1616             | 막시밀리안 에른스트 (1583~1616             | 막시밀리안 에른스트 (1583~1616      | 막시밀리안 에른스트 (1583~1616      | 막시밀리안 에른스트 (1583~1616            | 막시밀리안 에른스트 (1583~1616            |                                           |                                           | 레오폴트 5세 '오스트리아 대공' (1586~1632)    | 레오폴트 5세 '오스트리아 대공' (1586~1632)    | 레오폴트 5세 '오스트리아 대공' (1586~1632)    | 레오폴트 5세 '오스트리아 대공' (1586~1632)    | 레오폴트 5세 '오스트리아 대공' (1586~1632)    | 레오폴트 5세 '오스트리아 대공' (1586~1632)    |  |  | 카를 (1590~1624)                              | 카를 (1590~1624)                              | 카를 (1590~1624)                              | 카를 (1590~1624)                              | 카를 (1590~1624)                              | 카를 (1590~1624)                              |  |  |  |  |  |  |  |  |  |  |  |  |  |  |  |  |  |  |  |  |  |  |  |  |  |  |  |  |  |  |  |  |  |  |  |  |  |  |  |  |  |  |  |  |  |  |  |  |  |  |  |  |  |  |  |  |  |  |  |  |  |  |  |  |  |  |  |  |  |  |  |  |  |  |  |  |  |  |  |  |  |  |  |  |
|                                               |                                               |                                               |                                               |                                               |                                               |  |  |                                        |                                        |                                        |                                        |                                        |                                        |                                                 |                                                 |                                                 |                                                 |                                                 |                                                 |                                       |                                       |  |  |                                              |                                              |                                              |                                              |                                              |                                              |                                              |                                              |                                              |                                              |                                              |                                              |                                       |                                       |  |  |                                              |                                              |                                              |                                              |                                              |                                              |  |  |                                              |                                              |                                              |                                              |                                              |                                              |  |  |                                            |                                            |                                            |                                            |                                            |                                            |                                            |                                            |                                              |                                              |                                              |                                              |                                              |                                              |  |  |                                          |                                          |                                          |                                          |                                              |                                              |                                              |                                              |                                              |                                              |                                           |                                           |                                            |                                            |                                            |                                            |                                            |                                            |                                     |                                     |                                           |                                           |                                           |                                           |                                               |                                               |                                               |                                               |                                               |                                               |  |  |                                               |                                               |                                               |                                               |                                               |                                               |  |  |  |  |  |  |  |  |  |  |  |  |  |  |  |  |  |  |  |  |  |  |  |  |  |  |  |  |  |  |  |  |  |  |  |  |  |  |  |  |  |  |  |  |  |  |  |  |  |  |  |  |  |  |  |  |  |  |  |  |  |  |  |  |  |  |  |  |  |  |  |  |  |  |  |  |  |  |  |  |  |  |  |  |
|                                               |                                               |                                               |                                               |                                               |                                               |  |  | 펠리페 4세 "스페인 왕" (1605~1665)     | 펠리페 4세 "스페인 왕" (1605~1665)     | 펠리페 4세 "스페인 왕" (1605~1665)     | 펠리페 4세 "스페인 왕" (1605~1665)     | 펠리페 4세 "스페인 왕" (1605~1665)     | 펠리페 4세 "스페인 왕" (1605~1665)     |                                                 |                                                 | 카를로스 (1607~1632)                            | 카를로스 (1607~1632)                            | 카를로스 (1607~1632)                            | 카를로스 (1607~1632)                            | 카를로스 (1607~1632)                  | 카를로스 (1607~1632)                  |  |  | 페르디난드 (1609~1641)                       | 페르디난드 (1609~1641)                       | 페르디난드 (1609~1641)                       | 페르디난드 (1609~1641)                       | 페르디난드 (1609~1641)                       | 페르디난드 (1609~1641)                       |                                              |                                              |                                              |                                              |                                              |                                              |                                       |                                       |  |  |                                              |                                              |                                              |                                              |                                              |                                              |  |  |                                              |                                              |                                              |                                              |                                              |                                              |  |  |                                            |                                            |                                            |                                            |                                            |                                            |                                            |                                            |                                              |                                              |                                              |                                              |                                              |                                              |  |  | 요한 카를 1605–1619                      | 요한 카를 1605–1619                      | 요한 카를 1605–1619                      | 요한 카를 1605–1619                      | 요한 카를 1605–1619                          | 요한 카를 1605–1619                          |                                              |                                              | 페르디난트 3세 "신성로마황제" (1608~1657)    | 페르디난트 3세 "신성로마황제" (1608~1657)    | 페르디난트 3세 "신성로마황제" (1608~1657) | 페르디난트 3세 "신성로마황제" (1608~1657) | 페르디난트 3세 "신성로마황제" (1608~1657)  | 페르디난트 3세 "신성로마황제" (1608~1657)  |                                            |                                            | 레오폴트 빌헬름 (1614~1662)                | 레오폴트 빌헬름 (1614~1662)                | 레오폴트 빌헬름 (1614~1662)         | 레오폴트 빌헬름 (1614~1662)         | 레오폴트 빌헬름 (1614~1662)               | 레오폴트 빌헬름 (1614~1662)               |                                           |                                           | 페르디난트 카를 '오스트리아 대공' (1628~1662) | 페르디난트 카를 '오스트리아 대공' (1628~1662) | 페르디난트 카를 '오스트리아 대공' (1628~1662) | 페르디난트 카를 '오스트리아 대공' (1628~1662) | 페르디난트 카를 '오스트리아 대공' (1628~1662) | 페르디난트 카를 '오스트리아 대공' (1628~1662) |  |  | 지그문트 프란츠 '오스트리아 대공' (1630~1665) | 지그문트 프란츠 '오스트리아 대공' (1630~1665) | 지그문트 프란츠 '오스트리아 대공' (1630~1665) | 지그문트 프란츠 '오스트리아 대공' (1630~1665) | 지그문트 프란츠 '오스트리아 대공' (1630~1665) | 지그문트 프란츠 '오스트리아 대공' (1630~1665) |  |  |  |  |  |  |  |  |  |  |  |  |  |  |  |  |  |  |  |  |  |  |  |  |  |  |  |  |  |  |  |  |  |  |  |  |  |  |  |  |  |  |  |  |  |  |  |  |  |  |  |  |  |  |  |  |  |  |  |  |  |  |  |  |  |  |  |  |  |  |  |  |  |  |  |  |  |  |  |  |  |  |  |  |
|                                               |                                               |                                               |                                               |                                               |                                               |  |  | 펠리페 4세 "스페인 왕" (1605~1665)     | 펠리페 4세 "스페인 왕" (1605~1665)     | 펠리페 4세 "스페인 왕" (1605~1665)     | 펠리페 4세 "스페인 왕" (1605~1665)     | 펠리페 4세 "스페인 왕" (1605~1665)     | 펠리페 4세 "스페인 왕" (1605~1665)     |                                                 |                                                 | 카를로스 (1607~1632)                            | 카를로스 (1607~1632)                            | 카를로스 (1607~1632)                            | 카를로스 (1607~1632)                            | 카를로스 (1607~1632)                  | 카를로스 (1607~1632)                  |  |  | 페르디난드 (1609~1641)                       | 페르디난드 (1609~1641)                       | 페르디난드 (1609~1641)                       | 페르디난드 (1609~1641)                       | 페르디난드 (1609~1641)                       | 페르디난드 (1609~1641)                       |                                              |                                              |                                              |                                              |                                              |                                              |                                       |                                       |  |  |                                              |                                              |                                              |                                              |                                              |                                              |  |  |                                              |                                              |                                              |                                              |                                              |                                              |  |  |                                            |                                            |                                            |                                            |                                            |                                            |                                            |                                            |                                              |                                              |                                              |                                              |                                              |                                              |  |  | 요한 카를 1605–1619                      | 요한 카를 1605–1619                      | 요한 카를 1605–1619                      | 요한 카를 1605–1619                      | 요한 카를 1605–1619                          | 요한 카를 1605–1619                          |                                              |                                              | 페르디난트 3세 "신성로마황제" (1608~1657)    | 페르디난트 3세 "신성로마황제" (1608~1657)    | 페르디난트 3세 "신성로마황제" (1608~1657) | 페르디난트 3세 "신성로마황제" (1608~1657) | 페르디난트 3세 "신성로마황제" (1608~1657)  | 페르디난트 3세 "신성로마황제" (1608~1657)  |                                            |                                            | 레오폴트 빌헬름 (1614~1662)                | 레오폴트 빌헬름 (1614~1662)                | 레오폴트 빌헬름 (1614~1662)         | 레오폴트 빌헬름 (1614~1662)         | 레오폴트 빌헬름 (1614~1662)               | 레오폴트 빌헬름 (1614~1662)               |                                           |                                           | 페르디난트 카를 '오스트리아 대공' (1628~1662) | 페르디난트 카를 '오스트리아 대공' (1628~1662) | 페르디난트 카를 '오스트리아 대공' (1628~1662) | 페르디난트 카를 '오스트리아 대공' (1628~1662) | 페르디난트 카를 '오스트리아 대공' (1628~1662) | 페르디난트 카를 '오스트리아 대공' (1628~1662) |  |  | 지그문트 프란츠 '오스트리아 대공' (1630~1665) | 지그문트 프란츠 '오스트리아 대공' (1630~1665) | 지그문트 프란츠 '오스트리아 대공' (1630~1665) | 지그문트 프란츠 '오스트리아 대공' (1630~1665) | 지그문트 프란츠 '오스트리아 대공' (1630~1665) | 지그문트 프란츠 '오스트리아 대공' (1630~1665) |  |  |  |  |  |  |  |  |  |  |  |  |  |  |  |  |  |  |  |  |  |  |  |  |  |  |  |  |  |  |  |  |  |  |  |  |  |  |  |  |  |  |  |  |  |  |  |  |  |  |  |  |  |  |  |  |  |  |  |  |  |  |  |  |  |  |  |  |  |  |  |  |  |  |  |  |  |  |  |  |  |  |  |  |
|                                               |                                               |                                               |                                               |                                               |                                               |  |  |                                        |                                        |                                        |                                        |                                        |                                        |                                                 |                                                 |                                                 |                                                 |                                                 |                                                 |                                       |                                       |  |  |                                              |                                              |                                              |                                              |                                              |                                              |                                              |                                              |                                              |                                              |                                              |                                              |                                       |                                       |  |  |                                              |                                              |                                              |                                              |                                              |                                              |  |  |                                              |                                              |                                              |                                              |                                              |                                              |  |  |                                            |                                            |                                            |                                            |                                            |                                            |                                            |                                            |                                              |                                              |                                              |                                              |                                              |                                              |  |  |                                          |                                          |                                          |                                          |                                              |                                              |                                              |                                              |                                              |                                              |                                           |                                           |                                            |                                            |                                            |                                            |                                            |                                            |                                     |                                     |                                           |                                           |                                           |                                           |                                               |                                               |                                               |                                               |                                               |                                               |  |  |                                               |                                               |                                               |                                               |                                               |                                               |  |  |  |  |  |  |  |  |  |  |  |  |  |  |  |  |  |  |  |  |  |  |  |  |  |  |  |  |  |  |  |  |  |  |  |  |  |  |  |  |  |  |  |  |  |  |  |  |  |  |  |  |  |  |  |  |  |  |  |  |  |  |  |  |  |  |  |  |  |  |  |  |  |  |  |  |  |  |  |  |  |  |  |  |
| 발타자르 카를로스 '아스투리아스 공' 1629–1646 | 발타자르 카를로스 '아스투리아스 공' 1629–1646 | 발타자르 카를로스 '아스투리아스 공' 1629–1646 | 발타자르 카를로스 '아스투리아스 공' 1629–1646 | 발타자르 카를로스 '아스투리아스 공' 1629–1646 | 발타자르 카를로스 '아스투리아스 공' 1629–1646 |  |  | 카를로스 2세 "스페인 왕" (1661~1700)   | 카를로스 2세 "스페인 왕" (1661~1700)   | 카를로스 2세 "스페인 왕" (1661~1700)   | 카를로스 2세 "스페인 왕" (1661~1700)   | 카를로스 2세 "스페인 왕" (1661~1700)   | 카를로스 2세 "스페인 왕" (1661~1700)   |                                                 |                                                 |                                                 |                                                 |                                                 |                                                 |                                       |                                       |  |  |                                              |                                              |                                              |                                              |                                              |                                              |                                              |                                              |                                              |                                              |                                              |                                              |                                       |                                       |  |  |                                              |                                              |                                              |                                              |                                              |                                              |  |  |                                              |                                              |                                              |                                              |                                              |                                              |  |  |                                            |                                            |                                            |                                            |                                            |                                            |                                            |                                            |                                              |                                              |                                              |                                              |                                              |                                              |  |  | 페르디난트 4세 "로마인의 왕" (1633~1654) | 페르디난트 4세 "로마인의 왕" (1633~1654) | 페르디난트 4세 "로마인의 왕" (1633~1654) | 페르디난트 4세 "로마인의 왕" (1633~1654) | 페르디난트 4세 "로마인의 왕" (1633~1654)     | 페르디난트 4세 "로마인의 왕" (1633~1654)     |                                              |                                              | 레오폴트 1세 "신성로마황제" (1640~1705)      | 레오폴트 1세 "신성로마황제" (1640~1705)      | 레오폴트 1세 "신성로마황제" (1640~1705)   | 레오폴트 1세 "신성로마황제" (1640~1705)   | 레오폴트 1세 "신성로마황제" (1640~1705)    | 레오폴트 1세 "신성로마황제" (1640~1705)    |                                            |                                            | 카를 요제프 (1649~1664)                    | 카를 요제프 (1649~1664)                    | 카를 요제프 (1649~1664)             | 카를 요제프 (1649~1664)             | 카를 요제프 (1649~1664)                   | 카를 요제프 (1649~1664)                   |                                           |                                           |                                               |                                               |                                               |                                               |                                               |                                               |  |  |                                               |                                               |                                               |                                               |                                               |                                               |  |  |  |  |  |  |  |  |  |  |  |  |  |  |  |  |  |  |  |  |  |  |  |  |  |  |  |  |  |  |  |  |  |  |  |  |  |  |  |  |  |  |  |  |  |  |  |  |  |  |  |  |  |  |  |  |  |  |  |  |  |  |  |  |  |  |  |  |  |  |  |  |  |  |  |  |  |  |  |  |  |  |  |  |
| 발타자르 카를로스 '아스투리아스 공' 1629–1646 | 발타자르 카를로스 '아스투리아스 공' 1629–1646 | 발타자르 카를로스 '아스투리아스 공' 1629–1646 | 발타자르 카를로스 '아스투리아스 공' 1629–1646 | 발타자르 카를로스 '아스투리아스 공' 1629–1646 | 발타자르 카를로스 '아스투리아스 공' 1629–1646 |  |  | 카를로스 2세 "스페인 왕" (1661~1700)   | 카를로스 2세 "스페인 왕" (1661~1700)   | 카를로스 2세 "스페인 왕" (1661~1700)   | 카를로스 2세 "스페인 왕" (1661~1700)   | 카를로스 2세 "스페인 왕" (1661~1700)   | 카를로스 2세 "스페인 왕" (1661~1700)   |                                                 |                                                 |                                                 |                                                 |                                                 |                                                 |                                       |                                       |  |  |                                              |                                              |                                              |                                              |                                              |                                              |                                              |                                              |                                              |                                              |                                              |                                              |                                       |                                       |  |  |                                              |                                              |                                              |                                              |                                              |                                              |  |  |                                              |                                              |                                              |                                              |                                              |                                              |  |  |                                            |                                            |                                            |                                            |                                            |                                            |                                            |                                            |                                              |                                              |                                              |                                              |                                              |                                              |  |  | 페르디난트 4세 "로마인의 왕" (1633~1654) | 페르디난트 4세 "로마인의 왕" (1633~1654) | 페르디난트 4세 "로마인의 왕" (1633~1654) | 페르디난트 4세 "로마인의 왕" (1633~1654) | 페르디난트 4세 "로마인의 왕" (1633~1654)     | 페르디난트 4세 "로마인의 왕" (1633~1654)     |                                              |                                              | 레오폴트 1세 "신성로마황제" (1640~1705)      | 레오폴트 1세 "신성로마황제" (1640~1705)      | 레오폴트 1세 "신성로마황제" (1640~1705)   | 레오폴트 1세 "신성로마황제" (1640~1705)   | 레오폴트 1세 "신성로마황제" (1640~1705)    | 레오폴트 1세 "신성로마황제" (1640~1705)    |                                            |                                            | 카를 요제프 (1649~1664)                    | 카를 요제프 (1649~1664)                    | 카를 요제프 (1649~1664)             | 카를 요제프 (1649~1664)             | 카를 요제프 (1649~1664)                   | 카를 요제프 (1649~1664)                   |                                           |                                           |                                               |                                               |                                               |                                               |                                               |                                               |  |  |                                               |                                               |                                               |                                               |                                               |                                               |  |  |  |  |  |  |  |  |  |  |  |  |  |  |  |  |  |  |  |  |  |  |  |  |  |  |  |  |  |  |  |  |  |  |  |  |  |  |  |  |  |  |  |  |  |  |  |  |  |  |  |  |  |  |  |  |  |  |  |  |  |  |  |  |  |  |  |  |  |  |  |  |  |  |  |  |  |  |  |  |  |  |  |  |
|                                               |                                               |                                               |                                               |                                               |                                               |  |  |                                        |                                        |                                        |                                        |                                        |                                        |                                                 |                                                 |                                                 |                                                 |                                                 |                                                 |                                       |                                       |  |  |                                              |                                              |                                              |                                              |                                              |                                              |                                              |                                              |                                              |                                              |                                              |                                              |                                       |                                       |  |  |                                              |                                              |                                              |                                              |                                              |                                              |  |  |                                              |                                              |                                              |                                              |                                              |                                              |  |  |                                            |                                            |                                            |                                            |                                            |                                            |                                            |                                            |                                              |                                              |                                              |                                              |                                              |                                              |  |  |                                          |                                          |                                          |                                          |                                              |                                              |                                              |                                              |                                              |                                              |                                           |                                           |                                            |                                            |                                            |                                            |                                            |                                            |                                     |                                     |                                           |                                           |                                           |                                           |                                               |                                               |                                               |                                               |                                               |                                               |  |  |                                               |                                               |                                               |                                               |                                               |                                               |  |  |  |  |  |  |  |  |  |  |  |  |  |  |  |  |  |  |  |  |  |  |  |  |  |  |  |  |  |  |  |  |  |  |  |  |  |  |  |  |  |  |  |  |  |  |  |  |  |  |  |  |  |  |  |  |  |  |  |  |  |  |  |  |  |  |  |  |  |  |  |  |  |  |  |  |  |  |  |  |  |  |  |  |
|                                               |                                               |                                               |                                               |                                               |                                               |  |  |                                        |                                        |                                        |                                        |                                        |                                        |                                                 |                                                 |                                                 |                                                 |                                                 |                                                 |                                       |                                       |  |  |                                              |                                              |                                              |                                              |                                              |                                              |                                              |                                              |                                              |                                              |                                              |                                              |                                       |                                       |  |  |                                              |                                              |                                              |                                              |                                              |                                              |  |  |                                              |                                              |                                              |                                              |                                              |                                              |  |  |                                            |                                            |                                            |                                            |                                            |                                            |                                            |                                            |                                              |                                              |                                              |                                              |                                              |                                              |  |  |                                          |                                          |                                          |                                          |                                              |                                              |                                              |                                              | 요제프 1세 "신성로마황제" (1678~1711)        | 요제프 1세 "신성로마황제" (1678~1711)        | 요제프 1세 "신성로마황제" (1678~1711)     | 요제프 1세 "신성로마황제" (1678~1711)     | 요제프 1세 "신성로마황제" (1678~1711)      | 요제프 1세 "신성로마황제" (1678~1711)      |                                            |                                            | 카를 6세 "신성로마황제" (1685~1740)        | 카를 6세 "신성로마황제" (1685~1740)        | 카를 6세 "신성로마황제" (1685~1740) | 카를 6세 "신성로마황제" (1685~1740) | 카를 6세 "신성로마황제" (1685~1740)       | 카를 6세 "신성로마황제" (1685~1740)       |                                           |                                           |                                               |                                               |                                               |                                               |                                               |                                               |  |  |                                               |                                               |                                               |                                               |                                               |                                               |  |  |  |  |  |  |  |  |  |  |  |  |  |  |  |  |  |  |  |  |  |  |  |  |  |  |  |  |  |  |  |  |  |  |  |  |  |  |  |  |  |  |  |  |  |  |  |  |  |  |  |  |  |  |  |  |  |  |  |  |  |  |  |  |  |  |  |  |  |  |  |  |  |  |  |  |  |  |  |  |  |  |  |  |

1. ↑  1556년까지는 신성로마황제도 겸임
2. ↑  1521년 오스트리아 대공위를 물려받은 뒤로 형 카를 5세의 대리인 자격으로 신성로마제국을 통치했고, 1156년이 되서야 황제로 즉위했다.
3. ↑  신성로마황제와 오스트리아 대공이 되기 위하여, 보헤미아와 헝가리, 독일왕(로마인의 왕)등을 맡았지만 아버지보다 먼저 사망했다.

## 같이 보기
- 독일의 군주
- 신성 로마 제국 황제
- 오스트리아의 군주
- 에스파냐의 군주
- 오스트리아-헝가리 제국
- A.E.I.O.U.

### 설명주
1. ↑    - 독일어: Haus Österreich, 발음 [haʊs ˈʔøːstəʁaɪç] ( 듣기)
  - 스페인어: Casa de Austria, 발음: [ˈkasa ðe ˈawstɾja]
  - 네덜란드어: Huis van Oostenrijk, 발음 [ˈɦœys fɑn ˈoːstə(n)rɛik]
  - 폴란드어: Dom Austrii
  - 라틴어: Domus Austriæ
  - 프랑스어: Maison d'Autriche
  - 헝가리어: Ausztria Háza
  - 이탈리아어: Casa d'Austria
  - 포르투갈어: Casa da Áustria
  - 체코어: Habsburská dynastieh
2. ↑  그렇다고는 해도 합스부르크 가문은 상술했듯이 에티호넨가의 후손으로써 어느 정도의 명예는 가지고 있었다. 게다가 라드보트의 아내인 '로렌의 아이다'는 남편의 가문보다 혈통이 더욱 뛰어났는데, 그녀의 아버지는 카롤루스 대제의 증손인 서프랑크의 루이 2세의 외손녀의 아들이고, 외할아버지는 카롤루스 대제의 6대손이며, 외할머니는 모계로도 부계로도 카롤루스 대제의 후손인 위그 카페의 아버지 파리 백작 대 위그의 딸이었다. 한편 16세기 보스니아의 카톨릭 학자 이반 톰코 마르나비치는 당시 합스부르크 통치자 페르디난트 3세에게 헌정한 자신의 저서 「Regiae Sanctitatis Illyricanae Faecunditas」에서 합스부르크 왕가가 로마 황제 콘스탄티누스 대제의 후손이라고 기록했다.(하지만 이것은 당시 왕조들의 정통성을 합리화시키는 방법으로써 자주 사용되었기 때문에 진짜로 믿을 수는 없다)[14]
3. ↑  다만 현대 오스트리아 공화국의 영토는 오스트리아 공국, 케른텐 공국의 90%, 슈타이어마르크 공국의 60%, 티롤 북부와 동부, 잘츠부르크, 과거 헝가리 왕국 영토 중 독일인이 많았던 부르겐란트로 구성되어, 오스트리아 공국, 슈타이어마르크 공국, 케른텐 공국, 크라인 공국, 티롤 백국, 괴르츠 백국, 트리에스테, 외오스트리아로 구성되었던 합스부르크 가문 본령과는 조금 차이가 있다.
4. ↑  이것은 합스부르크 가문이 게르만족의 전통적인 분할 상속을 통해 가문의 영지들을 다스렸기 때문이다. 상술했듯이 분할 상속을 막으려는 시도 자체는 꾸준히 있었지만 현실적으로 이루어지진 못했다.
5. ↑  일례로 프랑스의 마리 앙투아네트는 '오스트리아의 마리아 안토니아 여대공(Archduchess Maria Antonia of Austria)'이라는 칭호를 가지고 있었다.
6. ↑  부르고뉴 공국은 상술했듯이 상리스 조약으로 부르고뉴 본토를 제외한 저지대 지역을 양도받았고, 스페인 왕국은 필리프가 펠리페 1세로 즉위하면서 왕위가 합스부르크 가문에게로 넘어왔으며, 헝가리-크로아티아-슐레지엔-보헤미아는 1526년 모하치 전투에서 마지막 야기우에워 왕이었던 러요시 2세가 전사하면서 최종적으로 합스부르크 가문의 영토가 되었다.
7. ↑  상술햇듯이 카를 5세는 독일 내 문제에 타국의 군대를 끌어들임으로써 제후들의 신뢰를 잃어버렸고, 이미 페르디난트 1세는 황제 자리를 계승하기로 약속받은 뒤 황제 선거까지 치룬 상태였다. 게다가 그는 능력이 뛰어난 군주였을 뿐만 아니라 쉴레이만 대제가 이끄는 오스만 제국의 침공을 성공적으로 방어해낸 업적 역시 지니고 있었으며, 결정적으로 독일 내 제후들의 폭넓은 지지를 받고 있었다.
8. ↑  오스트리아 본토 및 보헤미아 왕국, 헝가리 왕국, 슐레지엔, 신성로마황제 및 기타 작위 겸임
9. ↑  스페인, 네덜란드 저지대, 이탈리아 영토, 아메리카 대륙과 필리핀 식민지 및 기타 작위 겸임
10. ↑  다만 프랑스와 스페인을 영원히 합칠 수 없다는 조건이 있었다.
11. ↑  오스트리아 황제로서는 프란츠 1세였으며 그의 공식 직함은 "우리, 하나님의 은헤로, 오스트리아 황제, 예루살렘과 헝가리와 보헤미아, 달마티아, 크로아티아, 슬라보니아, 갈리치아 로도메리아의 왕이자 오스트리아 대공, 로트링겐 공작, 잘츠부르크, 뷔르츠부르크, 프랑켄, 슈타이어마르크, 케른텐, 크라인의 공작, 크라쿠프 대공, 트란실바니아 대공, 모라비아 후작, 산도미에시, 마조프셰, 루블린, 상·하 슐레지엔, 아우슈비츠, 자토르, 테셴, 프리울리의 공작, 베르흐테스가르텐과 마르켄트하임의 왕자, 합스부르크와 괴르츠와 그라디스카의 제국후작, 티롤, 상·하 루사티아 및 이스트라의 후작이신 프란츠 1세 폐하"였다.

### 인용주
1. 1 2 3 4  Jure uxoris.
2. 1 2  Titular claim rather than de facto.
3. 1 2  Contested.
4. ↑  Kiva, Cross, and Crown: The Pescos Indians and New Mexico, p. 251.
5. ↑  Letters of Don Diego de Vargas to His Family from New Spain and New Mexico, p. 56.
6. ↑  Title given to Philip II by his father, Charles V, prior to his marriage with Mary of England. This was to ensure that Philip would not be outranked by his wife.
7. ↑  Through Archduke Lorenz of Austria-Este.
8. ↑  "Habsburger-Gedenkjahr im Aargau", Neue Zürcher Zeitung, (page 17) 23 May 2008.
9. ↑  “art-tv.ch”. 2008년 9월 21일에 원본 문서에서 보존된 문서.
10. ↑  “Kanton Aargau” (독일어). 2008년 12월 23일에 원본 문서에서 보존된 문서.
11. ↑  “Definition of HAPSBURG”. 《Merriam-Webster.com Dictionary》 (영어). 2023년 7월 20일에 확인함.
12. ↑  Morelon, Claire; Miller-Melamed, Paul (2019년 9월 10일). “What the Hapsburg Empire Got Right”. Opinion. 《The New York Times》 (미국 영어). ISSN 0362-4331. 2023년 7월 20일에 확인함.
13. ↑  “The Imperial Style: Fashions of the Hapsburg Era – MetPublications” (영어). The Metropolitan Museum of Art. 2023년 7월 20일에 확인함.
14. ↑  Mandell Creighton; Justin Winsor; Samuel Rawson Gardiner; Reginald Lane Poole; Sir John Goronwy Edwards (1887). 《The English Historical Review, Volume 2》. Oxford University Press. 670쪽.
15. ↑  Jean Berenger, C.A. Simpson (2014). 《A History of the Habsburg Empire 1273–1700》. Routledge. 12–13쪽. ISBN 978-1317895701.
16. ↑  Martyn Rady (2020). 〈1, Castle Habsburg and the 'fortinbras Effect'〉. 《The Habsburgs: The Rise and Fall of a World Power》. Penguin UK. ISBN 978-0141987194.
17. 1 2 3 4 5 6 7  Heinz-Dieter Heimann: Die Habsburger. Dynastie und Kaiserreiche. ISBN 3-406-44754-6.
18. ↑  Naumann 1855, 11 passim쪽.
19. ↑  Kos 1985, 260쪽.
20. ↑  France Dolinar & al, Slovenski zgodovinski atlas (Ljubljana: Nova revija, 2011), p. 72.
21. ↑  Hugh Agnew. The Czechs and the Lands of the Bohemian Crown. Studies of Nationalities. Stanford: Hoover Institution Press, 2004. p. 29.
22. ↑  중세 최대 위조문서를 통해 탄생한 오스트리아
23. ↑  《Genealogisches Handbuch des Adels, Furstliche Hauser Band XIV》. Limburg ad der Lahn, Germany: C. A. Starke Verlag. 1991. 91–93쪽. ISBN 978-3-7980-0700-0.
24. 1 2  Erbe 2000, ?쪽.
25. 1 2  Ceballos, FC; Alvarez, G (2013). “Royal dynasties as human inbreeding laboratories: the Habsburgs”. 《Heredity》 111 (2): 114–121. doi:10.1038/hdy.2013.25. PMC 3716267. PMID 23572123.
26. ↑  Vilas, Román; Ceballos, Francisco C.; Al-Soufi, Laila; González-García, Raúl; Moreno, Carlos; Moreno, Manuel; Villanueva, Laura; Ruiz, Luis; Mateos, Jesús; González, David; Ruiz, Jennifer (2019년 12월 2일). “Is the "Habsburg jaw" related to inbreeding?”. 《Annals of Human Biology》 46 (7–8): 553–561. doi:10.1080/03014460.2019.1687752. ISSN 0301-4460. PMID 31786955. S2CID 208536371.
27. ↑  Hollway, Deon (December 2014). “The Habsburg Chin”. 《History Magazine》. 16권 2호. 6–7쪽.
28. ↑  Bittles & Grant 2002, 111–130쪽.
29. ↑  Alvarez, Gonzalo; Ceballos, Francisco C.; Quinteiro, Celsa (2009년 4월 15일).  Bauchet, Marc, 편집. “The Role of Inbreeding in the Extinction of a European Royal Dynasty”. 《PLOS ONE》 4 (4): e5174. Bibcode:2009PLoSO...4.5174A. doi:10.1371/journal.pone.0005174. PMC 2664480. PMID 19367331.
30. ↑  Maria Theresa was originally engaged to Léopold Clément of Lorraine, older brother of Francis Stephan.
31. 1 2   Chisholm, Hugh, 편집. (1911). 〈Austria-Hungary〉. 《브리태니커 백과사전》 3 11판. 케임브리지 대학교 출판부. 2–39쪽.
32. ↑  Igor Lukes, "Central Europe Has Joined NATO: The Continuing Search for a More Perfect Habsburg Empire." SAIS Review (1999): 47–59.
33. ↑  Timothy Snyder "The Red Prince: The Secret Lives of a Habsburg Archduke" (2008); James Longo "Hitler and the Habsburgs: The Fuhrer's Vendetta Against the Austrian Royals" (2018); Bob Carruthers "Hitler's Violent Youth: How Trench Warfare and Street Fighting Moulded Hitler" (2015).
34. ↑  On Habsburg and the diversity: Pieter M. Judson "The Habsburg Empire. A New History" (Harvard 2016); Christopher Clark "The Sleepwalkers" (New York 2012).
35. ↑  Wolfgang Mueller "Die sowjetische Besatzung in Österreich 1945–1955 und ihre politische Mission" (German – "The Soviet occupation in Austria 1945–1955 and its political mission"), 2005, p. 24.
36. ↑  Otmar Lahodynsky: Paneuropäisches Picknick: Die Generalprobe für den Mauerfall (Pan-European picnic: the dress rehearsal for the fall of the Berlin Wall – German), in: Profil 9 August 2014; Thomas Roser: DDR-Massenflucht: Ein Picknick hebt die Welt aus den Angeln (German – Mass exodus of the GDR: A picnic clears the world) in: Die Presse, 16 August 2018.
37. ↑  Elisabeth Boeckl-Klamper, Thomas Mang, Wolfgang Neugebauer: Gestapo-Leitstelle Wien 1938–1945. Vienna 2018, ISBN 978-3-902494-83-2, pp. 299–305.
38. 1 2  Jean-Marie Moeglin (2011). 《L'Empire et le Royaume: Entre indifférence et fascination 1214-1500》. Villeneuve-d'Ascq: Presses universitaires du Septentrion.
39. ↑  Madariaga Orbea, Juan (2014). 《Sociedad y lengua vasca en los siglos XVII y XVIII》. Euskaltzaindia. 712쪽.
40. ↑  Cornelius August Wilkens (1897). 〈VIII. Juan de Valdés〉. 《Spanish Protestants in the Sixteenth Century》. William Heinemann. 66쪽. 2015년 7월 24일에 확인함.
41. ↑  “Habsburci a jejich jazyková vybavenost”. 《Fórum zájemců o historii》. 2010.
42. ↑  Mutschlechner, Martin. “Franz Joseph: childhood and upbringing”. 《The World of the Habsburgs》.
43. ↑  Foltýnová, Terezie (2014). “Dr Otto von Habsburg a jeho proevropský přínos (Dr Otto von Habsburg and his pro-European contribution)”. 《Masaryk University》. Brno.

L